# Personaggi di High School DxD

I personaggi principali in High School DxD BorN. In primo piano Rias Gremory mentre in secondo piano da sinistra verso destra: Akeno Himejima, Irina Shidō, Xenovia Quarta, Asia Argento, Issei Hyōdō, Koneko Tōjō, Gasper Vladi e Yūto Kiba

Questa voce contiene un elenco dei personaggi dell'anime High School DxD.

## Accademia Kuoh
L'Accademia Kuoh (驹王 Kuo Gakuen) è una scuola superiore a cui sono iscritti i protagonisti. È una scuola privata, prima femminile, diventata mista prima dell'inizio della storia. È amministrata dalla famiglia Sitri durante il giorno e dalla famiglia Gremory durante la notte.
All'interno della scuola vi sono vari club come il Club di Ricerca dell'Occulto (オカルト研究 Okaruto Kenkyu-bu) gestito da Rias Gremory, il Consiglio Studentesco (生徒 Seito-kai) gestito da Sona Sitri, il Club di Tennis (テニス部 Tenisu-bu) gestito da Kiyome Abe e il Club di Kendo (剣道 Kendo-bu).
Questa amministrazione si estende anche alle scuole elementari, alle scuole medie e all'università.

## Club di ricerca dell'occulto
La serie si svolge nel Club di Ricerca dell'Occulto, i cui membri sono in realtà demoni servi di Rias Gremory, oppure semplicemente persone legate alla sua famiglia. La vicepresidentessa era Akeno Himejima. Dopo il diploma di Rias e Akeno, viene nominata come nuova presidentessa Asia Argento, invece come vicepresidente Yuto Kiba.

### Issei Hyōdō
Issei Hyōdō (兵藤 一誠?, Hyōdō Issei) è uno studente, protagonista maschile della serie. Frequenta il 2º anno del suo istituto, non mostra molta intelligenza ed è molto eccitato dalle ragazze, ha 17 anni all'inizio della storia (ora 18). Si è iscritto alla Kuoh Academy unicamente per il fatto che le ragazze sono molte di più dei maschi, infatti il suo sogno è sempre stato quello di avere un harem, nonostante non sia mai uscito con una ragazza. Di solito sfortunato in amore, viene approcciato da Yuma Amano, che si rivela essere un angelo caduto che lo uccide per distruggere una reliquia in possesso dell'ignaro ragazzo, uno dei 13 Sacred Gear. Dopo essere tornato in vita come servo del demone Rias Gremory, decide di impegnarsi al massimo per realizzare il suo sogno di diventare il "Re degli Harem". Essendo il custode di uno dei 13 Sacred Gear più potenti, un Longinus noto come Boosted Gear nel quale è rinchiusa l'anima di Ddraig (uno dei due Draghi Celesti), Issei ha richiesto tutti gli 8 Pedoni di Rias per essere reincarnato e viene sottoposto a un duro allenamento per sviluppare le sue capacità. Issei è infatti, almeno apparentemente, il possessore di Booster Gear meno dotato della storia, negli ultimi volumi verrà però definito come il più forte Imperatore Del Drago Rosso di tutti i tempi.

Issei e Rias nella copertina dell'ottavo volume dell'edizione italiana del manga

Issei finisce con l'innamorarsi di Rias e, quando Raiser Phoenix la sta per sposare tramite un matrimonio combinato, Iui dona il suo braccio sinistro al proprio drago in modo tale da poter usare per 10 secondi il suo potere e sconfiggere in combattimento Raiser negli Inferi, liberando Rias dal fidanzamento e conquistandone il cuore. Per far tornare normale il braccio, Akeno deve succhiare periodicamente dalle sue dita l'energia in eccesso del drago.
Nel momento in cui il suo nemico giurato, Vali Lucifer, possessore del Divine Dividing del drago bianco, si schiera con Khaos Brigade contro le Tre Grandi Potenze, Issei è costretto a combatterlo e, grazie alla rabbia e a un braccialetto speciale di Azazel, raggiunge temporaneamente il Balance Breaker e sottrae parte del potere di Vali per riuscire a metterlo in difficoltà per un po' di tempo, prima che l'alleato di quest'ultimo, Bikou, compaia per portarlo via con sé mentre l'effetto del braccialetto svanisce. In seguito Issei e Vali collaboreranno con i rispettivi team per sconfiggere il dio Loki della mitologia norrena, deciso a causare la fine del mondo scatenando il Ragnarok. I due uniscono le forze anche in altre occasioni e alla fine diventano con grande sorpresa amici, pur restando rivali.
Personalità e rapporto con i vari personaggi.
Nonostante la sua perversione, fino al Volume 10 Issei non era in grado di andare fino in fondo neanche con le ragazze che mostravano forte interesse verso di lui, non aveva il coraggio di chiamare Rias per nome e di esprimerle i suoi reali sentimenti rivolgendosi a lei semplicemente come “Buchou”. Questo è il risultato del trauma di essere stato ingannato e ucciso da Raynare, Akeno notò che Issei si spaventava tutte le volte che le donne si avvicinavano a lui, sempre per colpa di Raynare, Issei non era in grado di credere che una ragazza potesse amarlo sinceramente e di conseguenza aveva timore che se avesse confessato i suoi sentimenti le ragazze gli avrebbero voltato le spalle. Alla fine Akeno, Koneko e Asia riescono ad aiutare Issei a superare questi suoi problemi e lui è finalmente in grado di dichiararsi a Rias e a chiamarla per nome e inizierà con lei una relazione romantica. Nel corso del torneo chiamato Azazel Cup, Issei si è inoltre fidanzato con altre sette ragazze: Akeno, Xenovia, Irina, Asia, Koneko, Kuroka e Rossweisse. Tuttavia nel Volume Shin DXD 2, Issei ha una sorta di sogno profetico dove gli viene mostrato che avrà un numero di mogli molto più elevato del numero di fidanzate che ha attualmente, tra le sue mogli mostrate nel sogno vi sono Ingvild Leviathan, Yasaka, Kunou, Roygun Belphagor e altre donne che non vengono mostrate. Sempre nello stesso sogno Issei sente la voce di Chichigami, una divinità soprannominata "Holy Mother God Chichi" (Santa Madre Dio dei seni), proveniente dal mondo chiamato "Evie X Etoulde" che informa Issei che per poter contrastare la minaccia del Dio Malevolo Malvezoa e un'altra entità ancora sconosciuta chiamata "The Incarnation Of Darkness", Issei avrà bisogno di trovare i Chosen Heavenly Breast (Seni Celesti Prescelti), al momento sembra che i Chosen Heavenly Breast siano 12 e che Issei ne possiede già nove: Rias, Asia, Akeno, Koneko, Xenovia, Irina, Ravel, Rosseweise e Kuroka. Tuttavia Issei dice che il numero di Chosen Heavenly Breast che ha visto nel sogno supera il numero 12. Issei quando si tratta di donne combatte una lotta interiore poiché desidera una vera relazione romantica e mostra rispetto e preoccupazione per i loro sentimenti, alcuni esempi di questo sono il fatto che vedeva Asia come una sorella minore che doveva proteggere da chiunque, anche da sé stesso, e il fatto che nel Volume 7 ha rifiutato di fare l'amore con Akeno preferendo invece esserle di conforto abbracciandola.
Issei può essere definito come un ragazzo incredibilmente pervertito, stupido e impulsivo, ma nel corso della storia si dimostra una persona estremamente coraggiosa, gentile e altruista, finendo per risolvere i problemi di alcuni personaggi dovuti al loro passato estremamente doloroso e traumatico e a sconfiggere molti nemici rischiando la propria vita. Per questo motivo Issei è molto rispettato, apprezzato e ammirato da molti personaggi nella serie: molte ragazze si sono innamorate di lui ed è il motivo per cui Issei finisce per fare amicizia con alcuni suoi ex antagonisti (come Raiser e Cao Cao) e guadagnandosi il rispetto di molti personaggi maschili che lo considerano un rivale (come Sairaorg Bael e Genshirou Saji), alcuni personaggi lo vedono persino come il loro esempio maschile da seguire (come Gasper Vladi e Ouuryu Nakiri). Si potrebbe dire che Issei possiede due harem: quello femminile composto da ragazze che lo amano e uno maschile composto sia da personaggi che lo ammirano sia da personaggi che vogliono superarlo. Il fatto che alcuni personaggi maschili abbiano espresso così tanto interesse verso Issei viene notato in più di una occasione nella storia da alcuni personaggi femminili, questo potrebbe essere considerato come una sorta di sollievo comico per la trama, volutamente inserito da parte dello scrittore; infatti lo stesso Issei si lamenta spesso di tutta l'attenzione che riceve da parte di alcuni personaggi maschili dicendo che non vuole essere popolare con i ragazzi muscolosi ma che vuole soltanto avere l'attenzione delle ragazze, l'amicizia abbastanza intima fra Issei e Kiba è il maggior esempio del fatto che l'harem maschile di Issei sia posto come uno scherzo da parte dello scrittore: già dal Volume 3, nella scuola che frequenta Issei, è iniziato a circolare un Doujinshi Yaoi che ha come protagonisti proprio Issei e Kiba. Nella storia breve chiamata Amida Wars (raccontata dal punto di vista di Xenovia Quarta) Xenovia racconta al lettore di essere fiera di essersi innamorata di un ragazzo che attira l'attenzione sia di donne sia di uomini e sempre in questo racconto breve Vali Lucifer, Sairaorg Bael, Raiser Phoenix e Dulio Gesualdo erano persino disposti a combattere fra loro per stabilire chi di loro quattro fosse il più adatto per poter passare un po' di tempo libero in compagnia di Issei. A partire dal Volume 22 viene notato che sta emergendo un lato della personalità di Issei più competitivo che cerca qualcos'altro oltre alle donne, dopo aver ricevuto diversi inviti da parte di personaggi come Vali e Sairaorg  a partecipare all'Azazel Cup con una squadra formata da lui. Issei inizia a essere meno infastidito dall'attenzione che riceve dai ragazzi e come dimostrato nel Volume 23 combattendo Dulio Gesualdo egli inizia a godersi i combattimenti a condizione che siano semplici lotte amichevoli nei Rating Game e non battaglie mortali.
Issei ha espresso ammirazione verso alcuni personaggi che possiedono una forte determinazione nell'inseguire i loro sogni e i loro ideali (come per esempio Sairaorg Bael). Issei inizialmente non capiva perché il suo Show Oppai Dragon fosse così popolare con i bambini, ma più avanti nella storia è diventato orgoglioso di essere considerato per loro un eroe. Nel Volume 11 viene mostrato che Issei in situazioni estreme potrebbe arrivare a uccidere il suo avversario, infatti ha ucciso Shalba Belzeebub per proteggere i bambini dell'Underworld. Notevole è il fatto che in quel momento Issei stesse morendo per colpa di una freccia infusa del sangue di Samael che Shalba ha usato contro di lui, nonostante questo Issei ha continuato il suo assalto a Shalba e l'ha eliminato. Lui possiede anche un forte senso di responsabilità che lo porta a essere ben consapevole dei suoi errori e mostra sempre enorme rimpianto per essi. Da piccolo suo padre lo portò a pescare e Issei finì col perdere la canna da pesca preferita di suo padre, questo gli causò un senso di colpa talmente grande da non voler più pescare nonostante amasse la pesca.
Poteri e abilità
Inizialmente Issei aveva pochissimo potere demoniaco e non era in grado di sfruttare al meglio il potere del suo Longinus, a causa della sua mancanza di esperienza: il Boosted Gear permette di raddoppiare ogni dieci secondi il potere magico del possessore assieme alle capacità fisiche (Boost), e di trasferire il proprio potere aumentato tramite Boost a una persona, un'arma o oggetto (Transfer), potenziandolo di conseguenza. Un potere acquisito successivamente è Penetrate, che consente di superare le difese nemiche, potendo così colpire direttamente il corpo dell'avversario. Issei nel corso della storia, grazie agli allenamenti, riuscirà ad aumentare la resistenza fisica, il potere demoniaco, la forza fisica e l'abilità nel combattimento corpo a corpo diventando sempre più abile a usare il Boosted Gear assieme ai suoi poteri di Demone. Le mosse offensive di Issei, che usa come fonte di energia per il potere demoniaco e per l'aura di drago, sono il Dragon Shot e il Flame Blaze. Issei, per via della sua forte perversione verso i seni, è riuscito in alcune occasioni ad aumentare il suo potere grazie a questi, motivo per cui viene chiamato Oppai Dragon (Drago delle tette), finendo per avere uno show Tokusatsu a lui dedicato. Issei è in grado di aumentare il suo potere toccando il seno di Rias, inoltre lei è in grado di ricaricare l'aura di Issei grazie a dei raggi che fuoriescono dai suoi capezzoli, questo fa sì che il suo seno venga temporaneamente ridotto di dimensioni, cosa che Issei non sembra sopportare. Alcune mosse di Issei che coinvolgono i seni sono: Dress Break, Pailingual, Pai-Phone e Nyuutron Beam Cannon. Fino al Volume 5 Issei non era in grado di usare il Balance Breaker nonostante un intenso allenamento mirato a migliorare la sua resistenza e il suo potere di drago, tuttavia dopo aver toccato il seno di Rias, Issei riesce a ottenere il Balance Breaker senza più aver bisogno dei braccialetto di Azazel. Nel Volume 6 Issei, a causa delle sue emozioni negative causate dall'apparente morte di Asia per colpa di Shalba Belzeebub, sblocca, seppur solo parzialmente, la forma conosciuta come Juggernaut Drive, tale forma rimuove temporaneamente il sigillo su Ddraig. Issei ottiene un potere enorme (secondo Sizerch il Juggernaut Drive è un potere in grado di superare temporaneamente i Re Demoni e anche alcuni dei), la sua armatura diventa più grande e gli consente di sparare raggi d'energia dalla bocca, creare delle lame dalle gemme dell'armatura che assomigliano agli artigli di un drago, usare Boost e Divide per molte più volte di seguito e, attraverso un cannone presente sul petto dell'armatura, usare una mossa estremamente potente chiamata Longinus Smasher. Tuttavia un simile potere ha un enorme prezzo da pagare: chi fa uso del Juggernaut Drive diventa folle al punto da non riconoscere i suoi alleati, attaccando qualsiasi cosa e consumando la forza vitale di chi ne fa uso (è implicito che i precedenti proprietari del Boosted Gear potrebbero essere morti proprio dopo aver raggiunto il Juggernaut Drive), fortunatamente Issei viene riportato alla normalità dai suoi amici ma con la forza vitale drasticamente ridotta, al contrario di molti demoni infatti Issei potrebbe non vivere per oltre 100 anni. Il Juggernaut Drive viene solitamente risvegliato attraverso un particolare canto.
Da questo momento in poi della storia Issei deve trovare un potere alternativo al Juggernaut Drive, nel Volume 9 grazie sia ad una modifica di Ajuka sui suoi pezzi del Pedone che al senno di Rias Issei risveglia la vera aura di Ddraig con il risultato che ottiene la forma chiamata Illegal Move Triana, questa forma concede ad Issei di usare 3 diverse armature ognuna delle quali rappresenta rispettivamente l'Alfiere, il Cavallo e la Torre dando ad Issei sia i pregi che i punti deboli dei 3 pezzi degli scacchi a seconda di quella delle 3 armature utilizzi.
Gli attacchi e le tecniche di Issei in Illegal Move Triana:
Welsh Sonic Boost Knight: l'armatura che rappresenta il Cavallo, in questa stato l'armatura di Issei cambia assumendo un aspetto più aerodinamico aumentando di molto la sua velocità ma diminuendo la difesa rendendolo più vulnerabile.
Welsh Draconic Rook: l'armatura che rappresenta la Torre, in questo stato l'armatura di Issei diventa più massiccia conferendogli un aumento di potenza offensiva e di resistenza agli attacchi a scapito della velocità. Questa armatura ha anche un attacco chiamato Solid Impact: Issei sfrutta i martelli a percussione che si formano sulla sua armatura per sferrare un pugno molto veloce e potente.
Welsh Blaster Bishop: l'armatura che rappresenta l'Alfiere, Issei ottiene un'elevata quantità di potere magico e l'armatura ottiene 2 cannoni sulle spalle. La mossa di questa armatura si chiama Dragon Blaster: Issei sfera dai suoi cannoni sulle spalle due raggi rossi che possiedono un potere distruttivo molto elevato. Il punto debole di questa armatura è il tempo necessario per potere sferrare il Dragon Blaster e il fatto che ad ogni colpo sferrato Issei perda resistenza.
A partire dal Volume 10 Issei, dopo aver superato la maledizione del Juggernaut Drive grazie ai suoi sentimenti per Rias, ottiene l'armatura che rappresenta la Regina chiamata Cardinal Crimson Promotion, l'armatura da rossa diventa cremisi e consente ad Issei di usare delle versioni potenziate degli attacchi e delle caratteristiche delle 3 armature dell'Illegal Move Triana senza i loro difetti, tuttavia questa forma inizialmente era instabile e consumava un'elevata quantità di resistenza. Nei Volumi più recenti Issei può usare la Cardinal Crimson Promotion per molto più tempo e secondo Ddraig in questa forma Issei attualmente è in grado di combattere i demoni forti come i Re Demoni (il motivo di ciò potrebbe essere dovuto al fatto che nel Volume 22 Issei ha detto che il potere della Cardinal Crimson Promotion è aumentato grazie al Diablous Dragon God). Come per il Juggernaut Dive la Cardinal Crimson Promotion richiede un canto per essere attivata, anche se a partire dal Volume 22 Issei non ha più bisogno di cantare.
Gli attacchi e le tecniche di Issei in Cardinal Crimson Promotion:
Star Sonic Booster: Issei è grado di muoversi più velocemente di quando usa il Wesh Sonic Boost Knight
Solid Impact Booster: Un Solid Impact sferrato con una potenza e una velocità maggiori; Issei può usare Transfer per potenziare questo attacco con Penetrate e l'aura di Ascalon.
Crimson Blaster: Una versione più potente del Dragon Blaster; Issei ha dimostrato che può aggiungere l'aura ammazza draghi di Ascalon per renderlo più efficace su draghi.
Nyuutron Beam Cannon: Issei usa la coda della sua armatura per poter usare come fonte di energia il seno di una donna per alimentare un potente attacco sferrato dai suoi cannoni, la taglia del senno della donna usata per eseguire la tecnica viene visualizzata sulle gemme dell'armatura di Issei, il seno usato diventa temporaneamente più piccolo con grande dispiacere di Issei. Più è grande il seno di una donna più elevata sarà la potenza di fuoco che Issei è in grado di sprigionare, usando il seno di Rosseweise Issei è stato in grado di sferrare un attacco capace di sconfiggere Thanatos il cui potere rivaleggiava con gli esseri divini di bassa classe.
Issei, a partire dal Volume 16 è in grado di creare dalle gemme delle sue armature delle viverne chiamate Dividing Wyvern Fairy che sono in grado di usare sia le abilità di Albion (Divide e Reflect) che quelle di Ddraig (Boost, Transfer e Penetrate), a differenza del guanto bianco che Issei ha ottenuto assorbendo una gemma dell'armatura di Vali all'interno del Boosted Gear nel Volume 4 questa tecnica non riduce la forza vitale di Issei bensì consuma solamente la sua resistenza. Issei può sincronizzare la sua aura con quella di Rias e Xenovia per poter usare le viverne sui corpi di Rias e Xenovia in modo che possano ottenere un'armatura rossa simile al suo Balance Breaker che consente loro di far uso di Boost, Transfer e Penetrate fino a raggiungere il loro limite. Grazie a queste viverne Issei è in grado di sbloccare nella forma Cardinal Crimson Promotion il Longinus Smasher che normalmente è un attacco che potrebbe essere usato solo con il Juggernaut Drive. Tuttavia non è noto se il Longinus Smasher del Cardinal Crimson Promotion sia paragonabile o inferiore a quello del Juggernaut Drive. Nel Volume 21 Issei grazie alla forma chiamata Diablous Dragon God sblocca un altro potere di Ddraig, chiamato Blazing Inferno Of Scorching Flames, un attacco che genera una quantità enorme di fiamme che possono ricoprire un'intera isola e che non si spegneranno mai motivo per cui Issei ha usato questa mossa solo una vola nella storia a causa della sua enorme pericolisità. Nella storia è anche implicito che il motivo per cui Ddraig era molto temuto prima di ottenere Boost, Transfer e Penetrate grazie ai suoi scontri con Albion era proprio per via di queste sue fiamme che potrebbero ridurre in cenere un dio.
Issei inoltre è entrato in possesso della spada Ascalon che possiede sia un'aura sacra che il potere di uccidere i draghi(Issei tiene questa spada nascosta all'interno del Boosted Gear) e in seguito ottiene Ascalon II (anche se una spada sacra rispetto ad Ascalon originale è più simile ad una spada che utilizza il potere draconico che quello sacro), inoltre nella coda della sua armatura Issei nasconde il prototipo di Ascalon II da poter usare per sferrare attacchi a sorpresa. Issei può combinare i poteri del Boosted Gear con queste sue 3 spade per sferrare combinazioni di attacchi devastanti. Ad esempio nel Volume 4 durante la sua lotta con Vali Issei è in grado di trasferire il potere di uccidere i draghi di Ascalon nei suoi pugni riuscendo a rompere l'armatura del Balance Breaker di Vali e nel Volume 25 Issei ha dimostrato di poter usare Transfer per dare Boost e Penetrate a Ascalon e Ascalon II aumentando drasticamente il poter offensivo di entrambe le spade.
Quando il suo corpo viene distrutto dal veleno di Samael e viene dato per morto, Issei si salva grazie all'intervento di Ddraig, Ophis e del Grande Rosso. Il primo ha sacrificato le memorie dei precedenti possessori del Boosted Gear per proteggergli l'anima dentro l'armatura del suo Gear, mentre Ophis ha usato i suoi poteri di Dio Drago per generare un nuovo corpo, identico al precedente, dalla carne del Grande Rosso. Grazie a questo, il corpo di Issei, prima di un comune umano, diventa quello di un drago in forma umana. Sebbene la sua forza di base rimanga uguale, ora Issei può "dragonificare" qualsiasi parte del corpo in modo da aumentare la sua potenza fisica. Come afferma Vali, la nuova natura di Issei, unita al fatto di essere un demone reincarnato, lo ha reso provvisto di una durata vitale indefinibile, forse persino infinita, che gli permetterà probabilmente di andare oltre i dieci millenni di vita media dei normali demoni, di conseguenza il problema della forza vitale di Issei che è stata drasticamente ridotta dal Juggernaut Drive e dell'uso del guanto bianco che sfruttava i poteri di Albion è stato apparentemente risolto definitivamente. Issei riesce, man mano che le battaglie infuriano, a risvegliare e ad aumentare i suoi poteri. Riesce a manovrare sotto nuova forma parte del potere che prese da Albion durante lo scontro con Vali e anche ad utilizzare il potere ereditato da Ophis, con l'aiuto del Dio Drago stesso, per riuscire ad ottenere temporaneamente un potere tale da sconfiggere Rizevim Livan Lucifer, uno dei tre Super Demoni. Questo incremento di potenza viene drasticamente ridotto quando Ophis, per stabilizzare la salute di Issei, prende su di sé il potere in eccesso da lei stessa donato al giovane Demone. Da quel momento in poi Issei è in grado di usare la forma Diabolos Dragon God senza ripercussioni e la forma da quel momento viene definita come Pseudo Dragon Defication. Seppur con un potere assai inferiore rispetto a quando affrontò Rizevim, la sua potenza sale al punto da raggiungere quasi quella di un Drago Celeste dato Issei stesso infatti dice che Ddraig possiede un'aura paragonabile o persino superiore alla sua quando utilizza il Pseudo Dragon Defication. Nel Volume 23 Ajuka Belzeebub informa Issei che il motivo per cui non potrebbe usare correttamente il Diablos Dragon God è dovuto al fatto che Ophis si divise in 2 dando vita a Lilith, inoltre Ajuka dice che tutti e 8 gli Evil Pieces del Pedone di Issei sono diventati pezzi mutanti, se Issei fosse capace di padroneggiare il potere degli 8 pezzi mutanti e sprigionare assieme i poteri di Ophis e il Grande Rosso sarebbe in grado di gestire più facilmente il Diablos Dragon God e ottenere una forma chiamata AXA. Inizialmente Issei poteva mantenere attiva la forma Pseudo Dragon Defication per poco tempo ma a partire dal Volume 25 Issei, grazie ad una particolare sostanza chiamata Amrita, è in grado di usare la forma Pseudo Dragon Defication fino a 88 minuti e può persino evocare Ddraig per un tempo limitato per aiutarlo a combattere ma per fare ciò Issei deve attivare sempre la forma Pseudo Dragon Defication e attendere lo scadere di un conto alla rovescia che viene visualizzato nelle gemme della sua armatura. In seguito Issei riesce a risvegliare la carne del Grande Rosso di cui è composto il suo corpo e grazie a questo è in grado di ottenere grazie all'aiuto di Ophis una forma più potente del Diablos Dragon God che viene chiamata True Dragon Defication che possiede assieme l'aura di un diavolo, un drago e un dio. Al momento sembra che Issei possa mantenere questa nuova forma per poco tempo e sebbene il rischio di morire sia scomparso, dopo il suo solo utilizzo ha detto di aver provato un enorme dolore e stanchezza. Tutte le 3 forme del DXD hanno bisogno di un canto per essere attivate
Gli attacchi e le tecniche finora Issei ha dimostrato di usare nelle sue tre forme DXD sono:
Infinity Blaster: una versione potenziata del Crimson Blaster che viene scagliata dai 4 cannoni delle 4 ali della forma DXD utilizzando il potere di Ophis. Quando Issei l'ha usato per il prima volta l'attacco è stato in grado di fermare 6 sfere di energia demoniaca ognuna di 10 metri col quale Rizevim aveva intenzione di distruggere la città di Agreras, l'esplosione che ne risultò ferì Rizevim gravemente, mentre Issei rimase illeso grazie al protezione dell'armatura Diablos Dragon God. Il potere di questa mossa è stato diminuito quando Ophis ha dovuto limitare il potere della forma Diablous Dragon God per il bene di Issei ma anche in Pseudo Dragon Defication questo attacco è di classe divina è può spazzar via montagne e fiume. Dopo che Issei ha ottenuto True Dragon Defication è possibile che il potere della mossa superi quello raggiunto prima che Ophis limitasse il potere del Diablous Dragon God.
Longinus Smasher: questo attacco è stato potenziato dall'aura di Ophis diventando molto probabilmente ancora più distruttivo di quanto non lo fosse quando Issei uso per la prima volta in Juggernaut Drive.
Blazing Inferno Of Scorching Flames: si tratta di un attacco capace di uccidere gli dei con delle fiamme che non si spegneranno mai, era la mossa più forte di Ddraig prima di essere siglitatto nel Boosted Gear. Issei l'ha usata una sola volta a causa della sua enorme pericolosità.
Nyuutron Beam Cannon: Issei ha usato questa mossa contro Rias durante la loro partita nel Shin DXD 2. Usando il senno di Rias come fonte d'energia Issei sfera un potente attacco che usa assieme allo Infinity Blaster.
Dress Break DXD: usando Pseudo Dragon Defication Issei può immobilizzare una donna e distruggere i suoi vestiti senza nemmeno toccarla
Breast Power Wave: Issei rilascia la sua aura rossa e nera per poter immobilizzare completamente una donna.
Pai-Phoned: usando Pseudo Dragon Defication Issei ha utilizzato una versione potenziata del Pai-Phonedm che permette che non solo a lui ma anche ad altri personaggi di ottenere un potenziamento, grazie alla canzone di Ingvild che viene ascoltata attraverso i seni di diverse ragazze contemporaneamente.
Tail-Blade: usando il prototipo di Ascalon II che Issei tiene nascosto nella coda della sua armatura Issei sferra un attacco a sorpresa che ha migliorato con Penetrate.
Parziale uso dello Pseudo Dragon Defication: mentre usa il Cardinal Crimson Promotion usa recità solo parzialmente il canto necessario per poter usare la Pseudo Dragon Defication, in questo modo Issei è in grado di usare l'armatura Cardinal Crimson Promotion leggermente trasformata in Pseudo Dragon Defication per poter usare versioni potenziate del Solid Impact Booster e del Dragon Shoot senza l'elevato consumo di potere e resistenza del Pseudo Dragon Defication.
Manifestazione di Ddraig: a partire dal Volume 25 Issei è in grado di evocare Ddraig temporaneamente per poterlo aiutare a combattere. Questo è stato possibile dopo che Issei ha bevuto l'Amrita, tuttavia per evocare Ddraig è necessario che un particolare conto alla rovescia che appare sul guanto di Issei raggiunga lo 0.
Il suo famiglio è una Skidbladnir donatagli da Surtr secondo, nave volante leggendaria prodotta in serie dalle divinità della mitologia norrena. Issei la chiama Ryuuteimaru. Inizialmente ha l'aspetto di una nave giocattolo, ma essendo sincronizzata con Issei cresce e assume forme diverse in base a quanto aumenta il potere di Issei. Azazel gli ha prospettato di farla diventare il palazzo volante in cui ospitare il suo harem. La nave diventa sempre più grande, tanto da poter prima arrivare a dimensioni poco inferiori a quelle di un motoscafo e, dopo che Issei attiva il Diabolos Dragon per la prima volta, la nave aumenta notevolmente di dimensioni, diventando una nave volante enorme con ornamenti e rappresentazioni di drago. Issei scopre inoltre che la nave è divenuta molto recettiva al potere del Grande Rosso di cui è composto il suo corpo e di potersi quindi unire a lei per formare una sorta di gigantesco robot da combattimento che sfrutta quella parte del suo potere, donandogli un'immensa potenza di fuoco. Issei descrive questa combinazione con Ryuuuteinaru come il raggiungimento della sua forma AXA (Apocalypse X Answer). A detta di Ophis questo è accaduto perché Ryuuuteimaru si sta adattando alle minacce future e Azazel conclude che Ryuuuteimaru si ricorda degli avvenimenti della sidestory chiamata Highschool DXD EX dove appaiono i figli di Issei da una timeline di 30 anni avanti nel futuro. Sebbene la forma AXA sia ancora incompleta viene affermato che Ryuuuteimaru avrebbe il potere di distruggere il pianeta con un solo colpo, motivo per cui Issei la prima e solo volta che ha usato AXA ha dovuto trattenere la potenza di fuoco di Ryuuuteimaru. In seguito Azazel avrebbe inviato ad Ajuka un piano per permettere ad Issei di controllare meglio Ryuuuteimaru grazie all'aiuto da parte di Eros (Dio Greco primordiale che governa l'amore e del sesso). Il piano consiste in Eros che presta il suo potere a Issei per poterlo usare come una fonte di energia per controllare meglio Ryuuuteimaru, Azazel avrebbe definito questo Eros X Engine. Al momento però non vi è stata alcuna occasione per poter far ciò.
Gli attacchi che Issei ha usato fino ad ora usando Ryuuuteimaru per usare la forma AXA:
Revelation Barrier: Crea una barriera estremamente resistente in grado di bloccare attacchi da parte esseri divini come il Dio Primordiale Tartarus.
Revelation Blade: Ryuuuteimaru crea quattro braccia che usano delle lame fatte d'aure che Issei chiama Apocalypse Ascalon.
Revelation All Range Blaster: Ryuuuteimaru possiede diversi cannoni, da cui Issei è in grado di sparare una quantità davvero enorme d'aura che equivale a diversi Infinity Blaster sferrati assieme. Issei ha dovuto limitare il potere di questo attacco a causa del suo enorme potere distruttivo.
A detta dell'autore della serie Ichiei Ishibumi Ryuuuteimaru in termini di attacco e di difesa è già al livello degli esseri più potenti delle serie e ha ancora dell'armi che veranno mostrate più avanti nella storia, inoltre Ishibumi ha affermato che se Issei dovesse usare assieme AXA, True Dragon Defication e Eros X Engine qualcosa di fantastico potrebbe accadere lasciando dunque intendere che nei futuri Volumi Issei potrebbe ottenere un potere ancora più elevato.
In alcuni Volumi come il 2 ed il 12 Issei ha dimostrato di poter compensare la mancanza di talento e il potere inferiore rispetto al suo avversario grazie ad una strategia che consiste nel sfruttare al meglio i poteri del Boosted Gear e ciò che aveva a sua disposizione in quel momento. Nel Volume 2 Issei ha sfruttato la debolezze dei demoni nei confronti degli oggetti sacri per poter battere Raiser. Issei in quel momento per via del fatto di aver sacrificato il braccio dove appare il Boosted Gear Ddraig, facendolo diventare un braccio di drago e rendendolo immune alla debolezza dei demoni poteva tenere in mano una croce e un contenitore d'acqua santa, risultando nella sconfitta di Raiser, che, nonostante la sua rigenerazione, non è stato in grado di sopportare il dolore e i danni che Issei gli ha inflitto con un pugno alla stomaco sferrato con il Boosted Gear, mentre teneva in mano sia la croce sia l'acqua santa potenziate entrambe con Transfer. Nel Volume 12 Issei ha sfruttato il fatto che Cao Cao fosse diventato vulnerabile al sangue di Samael (a causa del fatto che in quel momento avesse un occhio di Medusa) usando una pallottola potenziata con Transfer, la pallottola conteneva il sangue di Samael all'insaputa di Cao Cao, nel momento in cui Cao Cao ha distrutto la pallottola che Issei gli ha scagliato con la sua lancia il sangue di Samael gli è schizzato addosso. Issei stesso pensa che le sue capacità tattiche e di leader non siano sufficienti, ma nel corso della storia ha dimostrato una buona capacità di usare il cervello quando è necessario.
Ulteriori caratteristiche
Il show Oppai Dragon è estremamente popolare tra i bambini e alcune persone adulte al punto di venir trasmesso in altre fazioni mitologiche, la sua squadra è la più popolare che partecipa nel torneo Azazel Cup. Issei nel corso della storia diventerà un vero e proprio idolo per i demoni, le sue azioni l'hanno portato ad essere definito come l'eroe dell'Underworld.
Nel corso degli eventi diventa Demone di Media Classe dopo aver superato l'esame con Akeno e Yuto. Quando Issei diventa un Demone di Alta Classe riceve i suoi Evil Piece e, anche in virtù degli International Rating Game (chiamati Azazel Cup dove partecipano molti personaggi alleati di Issei e vari tipi di esseri comprese alcune divinità), inizia a formare la sua squadra, sebbene solo alcuni siano membri fissi mentre altri si uniscano a lui temporaneamente per partecipare all'evento eccezionale. Tutti i membri con sembianze umane del suo team indossano un abito color cremisi. La sua squadra per il torneo è composta da: Irina e Xenovia, Asia e Ravel, Rossweisse e Bova Tannin, Ouryuu Nakiri ed Elmenhilde Karnstein, Grayfia Lucifuge e Roygun Belphegor (prima come consulente poi come membro del team). Prima dell'inizio del torneo, Issei si fidanza con Rias. Nel torneo affronta diversi team, tra cui quello di Baraqiel, quello di Dulio, di Vidar e persino quello di Rias. Issei riesce a vincere parecchie partite e nel Volume Shin DXD 5 (che deve essere ancora rilasciato dall'autore Ichiei Ishibumi) dovrà affrontare la squadra di Diehauser Belial in una partita dove il vincitore potrà lottare in una delle 2 semi-finali del torneo.
Viene in seguito insignito del rango di Demone di Classe Speciale e riconosciuto come un Super Demone insieme a Vali dal governo degli inferni ed è attualmente considerato a sua insaputa come un potenziale futuro Re Demone.
Issei ha attualmente utilizzato sei Evil Piece dei quindici disponibili per reincarnare sei ragazze: Ingvild Leviathan (Regina); Asia Argento e Ravel Phoenix (Alfieri); Xenovia Quarta e Bennia (Cavalli); Rossweisse (Torre). La Torre vacante di Issei è diventata un pezzo mutante e si dice che ottenga sempre più valore quanto più Issei diventa forte poiché gli Evil Pieces vacanti crescono assieme al loro Re.
In High School DxD Ex, una sidestory della light novel principale, scopriamo che fra circa 30 anni Issei avrà già ben più di 20 figli e che la metà sono guerrieri, mentre gli altri non si dedicano al combattimento essendo ancora troppo giovani. Questa versione di Issei è in grado di trasformarsi in drago cremisi di 100 metri, con un'immensa forza fisica e la capacità di rilasciare dalla sua bocca un'enorme palla di fuoco che possiede un'aura immensa, questo forse potrebbe essere il risultato di Issei che nel corso dei 30 anni è riuscito a padroneggiare la capacità di trasformare parti del suo corpo in un drago dovuta al fatto che il suo corpo è fatto dalla carne del Grande Rosso, anche se questo non viene confermato nella storia. Dei figli di Issei che sono divenuti guerrieri ne sono comparsi dieci e un undicesimo è stato menzionato e tutti e undici questi giovani hanno una madre diversa, dal momento che Issei nel futuro ha più di una moglie, e che tutti loro sono parecchio più forti dei loro genitori alla medesima età. Delle donne con cui fra trent'anni, per quanto si sa attualmente, avrà già procreato almeno un figlio sono: Rias, Akeno, Asia, Xenovia, Irina, Koneko, Kuroka, Rossweisse, Ravel, Elmenhilde e Le Fay.
Nell'edizione originale è doppiato da Yūki Kaji.

### Rias Gremory
Rias Gremory (リアス・グレモリー?, Guremori Riasu) è una studentessa del 3º anno, la ragazza più popolare dell'accademia, presidentessa del Club di Ricerca dell'Occulto ed ha 18 anni alla prima apparizione (ora 19). In realtà è una nobile demone purosangue della famiglia Gremory. Il suo Club è una copertura per lei e i suoi Demoni servitori, oltre che per eventuali affiliati del suo gruppo. Reincarna Issei come suo demone servitore usando tutti i suoi otto pezzi Pedone quando quest'ultimo la evoca in punto di morte per caso con uno dei suoi sigilli. Rias è una ragazza dolce, bellissima, gentile, altruista e carismatica, ma anche severa, nonché spietata contro i nemici e chiunque minacci le persone a lei care. Ha ereditato dalla madre il Potere della Distruzione del casato Bael, che le permette di disintegrare tutto ciò che colpisce con il suo potere demoniaco cremisi e nero. Conoscendo meglio Issei gli si affeziona sempre più, fino ad innamorarsene quando questi la salva dal matrimonio combinato con Raiser Phoenix. Col passare del tempo, sia nella quotidianità che nelle dure battaglie, i due si avvicinano sempre più, fino a mettersi insieme, con la proposta di matrimonio di Issei, da lei felicemente accettata. Nonostante all’inizio Rias non condividi molto il desiderio del fidanzato di avere un harem (definendo Issei solo suo e di nessun'altra), con l'avanzare della storia ed il suo fidanzamento con lui, inizia ad essere più sicura e tranquilla sul suo rapporto con Issei, accettando perciò il desiderio del ragazzo. Nella Azazel Cup, Rias crea un team molto forte che giunge fino alla fase finale, ma nel primo scontro viene sconfitta dal team dell'ex fidanzato, che la affronta e la sconfigge personalmente.

Rias nella copertina del primo volume dell'edizione italiana del manga

Nell'edizione originale è doppiata da Yōko Hikasa.

### Akeno Himejima
Akeno Himejima (姫島 朱乃?, Himejima Akeno) è una studentessa del 3º anno e vice-presidentessa del club dell'occulto. Anche Akeno è un demone, più esattamente è la Regina di Rias Gremory e sua migliore amica; dopo Rias lei è la seconda ragazza più popolare della scuola e ha 18 anni (ora 19). Akeno è di origine metà Angelo Caduto da parte del padre Baraqiel, e umana da parte di madre, una miko. A causa di questo è soprannominata Sacerdotessa del Tuono, essendo il fulmine il potere distintivo del padre, in seguito viene chiamata Sacerdotessa del Fulmine Sacro, quando inizia ad adoperare anche la luce per rendere i suoi attacchi più letali. Il suo potere come Regina è notevole e i suoi poteri di Angelo Caduto progrediscono sempre più, rendendo i suoi fulmini sacri sempre più potenti. Akeno è una ragazza sorridente, sadomasochista e seducente. Adora torturare i nemici con l'elettricità e ama anche essere provocata e sottomessa: ha infatti preso il sadismo dalla madre e il masochismo dal padre. Il suo sorriso nasconde il grande dolore per la perdita della madre quando era una bambina e l'odio per il padre e, di riflesso, per la propria natura di Angelo Caduto. Supererà i suoi traumi e il suo dolore grazie ad Issei, il ragazzo del quale si innamorerà perdutamente, fino a riconciliarsi col padre. Inizialmente desiderava essere solo un'amante per Issei, ma in seguito il suo amore diventa così forte da voler diventare sua moglie, e quando Issei le chiede di sposarla dopo aver sconfitto suo padre all'Azazel Cup, Akeno diventa, con grande gioia, la sua seconda futura moglie. Da qui in poi Akeno inizia a comportarsi proprio come una vera moglie per Issei e afferma con sicurezza che darà alla luce il suo primo figlio.

Akeno nella copertina del quinto volume dell'edizione italiana del manga

Nell'edizione originale è doppiata da Shizuka Itō.

### Asia Argento
Asia Argento (アーシア・アルジェント?, Arujennto Aashia) è una suora cristiana italiana, dotata di un raro Sacred Gear conosciuto come Twilight Healing. Incontra Issei il suo primo giorno in cui si trova in Giappone e ha 17 anni (poi 18). Col potere del suo Sacred Gear è in grado di curare rapidamente ferite gravissime di qualsiasi tipo di creatura, inclusi i demoni. Tuttavia, avendo curato un demone ferito, Diodora Astaroth, mentre era in Chiesa, venne giudicata un'eretica e una traditrice dalla Chiesa stessa, cosa che le provoca una sofferenza terribile. Incontra Issei per caso e i due legano subito, ma viene poi uccisa da Raynare quando le estrae dal corpo il Twilight Healing con un rituale. Resuscitata da Rias come Alfiere, Asia va a vivere a casa di Issei, del quale si è ormai già innamorata. Asia è una ragazza molto dolce, sensibile, gentile, altruista, protettiva, sincera, cordiale e di buon cuore, anche se un po' ingenua riguardo alcuni argomenti a causa dell'educazione molto rigida ricevuta in Chiesa. In seguito, oltre al suo Gear, Asia riesce a domare e a mettere al suo servizio diversi draghi, come il cucciolo Rassei, quattro draghi malvagi di serie e addirittura il Re Drago Fafnir, in combinazione con cui riesce a generare una sottospecie di Balance Breaker capace di negare ogni danno ricevuto guarendo istantaneamente tutte le ferite e fungendo così da scudo per i suoi compagni. Volendo stare sempre accanto ad Issei, diventa il suo primo Alfiere dopo che questi viene promosso all'Alta Classe. Dopo lo scontro con Dulio all'Azazel Cup, Issei le fa la proposta di matrimonio (nello stesso luogo in cui si erano incontrati per la prima volta), da lei accettata, così diventa la sua quinta futura moglie. Il suo nome, però, è visibilmente copiato dalla famosa attrice italiana (figlia del regista dei film horror italiani, Dario Argento). 

Asia nella copertina del secondo volume dell'edizione italiana del manga

Nell'edizione originale è doppiata da Azumi Asakura.

### Yūto Kiba
Yūto Kiba (木場 祐斗?, Kiba Yūto) è uno studente del 2º anno conosciuto come principe azzurro per via della sua popolarità tra le ragazze della scuola ed ha 17 anni (18). Yūto è un demone, con il ruolo di Cavallo del Clan di Rias Gremory, perciò è molto veloce e abile con la spada. È inoltre in possesso di un Sacred Gear conosciuto come Sword Birth, che gli conferisce la capacità di generare una quantità illimitata di spade demoniache, ognuna con i poteri speciali che desidera. Attraverso un Balance Breaker è riuscito a creare una spada sacra demoniaca, dotata di un potere sacro e demoniaco combinati. Yuto, da bambino, viveva nel Nord Europa, e, insieme ad altri orfani, venne sfruttato per il cosiddetto Progetto Spada Sacra con cui sarebbero dovuti diventare creature speciali al servizio di Dio. Una volta conclusa l'estrazione del loro potere di luce, vengono considerati inutili e quindi, uccisi tutti con gas velenoso. Yuto, seppur avvelenato, viene aiutato a scappare dagli altri bambini, condannati a morte certa. Fuggendo nella neve, Yuto esala l'ultimo respiro davanti a Rias, che decide di trasformarlo in un demone. Nonostante il suo aspetto di belloccio, è un ragazzo molto gentile e intelligente. Nel corso delle battaglie e degli allenamenti diventa più potente, tanto da poter maneggiare spade leggendarie dall'incredibile potere e di potersi muovere alla velocità di un Dio. Grazie all'attributo luce ottenuto durante lo scontro con Freed, acquisisce anche un secondo Sacred Gear, il Blade Blacksmith, la versione sacra del Sword Birth. Con il Balance Breaker di questo Sacred Gear può creare un esercito di guerrieri spadaccini che combattono per lui. Yuto, dopo aver ucciso Siegfried della fazione Eroi, ha ottenuto le sue cinque vere spade demoniache: Gram, Balmung, Nothung, Tyrfing e Dàinsleif. In seguito, Yuto riceve una sorpresa straordinaria da parte dell'esorcista ritirato Vasco Strada, il quale lo fa incontrare con Tosca, un'altra sopravvissuta del Progetto Spada Sacra che, grazie al risveglio del suo Sacred Gear durante l'avvelenamento, riuscì a salvarsi mandando inconsciamente il suo corpo in uno stato di animazione sospesa rinchiuso in una barriera che l'ha mantenuta in vita per anni. Rivedendola, Yuto la riabbraccia con grande gioia, notando inoltre che la sua barriera avesse sospeso anche il suo invecchiamento mentre era in stasi, infatti pur essendo sua coetanea appare come una ragazza delle medie. Lei rivela inoltre che Yuto non è il suo vero nome, in quanto durante il progetto Spada Sacra veniva chiamato "Isaiah" dai suoi compagni. La giovane decide di entrare nella Kuoh Academy come studentessa delle medie in modo da stargli vicino. Yuto è un demone di tipo Tecnico, questo gli favorisce l'utilizzo delle spade rendendolo migliore di Xenovia riuscendo a brandire anche lame potentissime e con abilità. Yuto, come Akeno ed Issei, supera l'esame diventando Demone di Media Classe. Yuto si allena per mesi ma fatica ancora molto a controllare le nuove spade per un motivo preciso: sono tutte e cinque spade maledette, quindi deve ragionare molto bene su come sfruttarle.
Nella sidestory High School DxD: EX Yuto è diventato un maestro di spade ed è il mentore di Ex, Zen e Shin, che ha addestrato come spadaccini.
È visto come una seconda figura paterna dai figli di Issei.
Nell'edizione originale è doppiata da Kenji Nojima.

### Shirone "Koneko" Tōjō
Shirone Tōjō (塔城 白音?, Tōjō Shirone), nota anche come Koneko (小猫?, Koneko), è una studentessa del 1º anno conosciuta come la 'mascotte' della scuola, per via del suo corpo da lolita e ha 16 anni (ora 17). Koneko è la prima Torre di Rias, ragion per cui, nonostante la sua statura minuta, è dotata di un'enorme resistenza e di una grande potenza fisica. Il suo vero nome è solo Shirone, ma dopo essere stata accolta da Rias, quest'ultima le diede un nuovo nome: Koneko Tōjō. Solo dopo molto tempo decide di riprendere ufficialmente il suo nome di battesimo, tenendo però il cognome datole da Rias e dicendo che "Koneko" resterà comunque un suo soprannome. Koneko è una ragazza dal viso spesso impassibile e con un tono di voce pressoché invariato, una maschera con cui cela la sofferenza per il passato difficile dovuto a sua sorella maggiore Kuroka e all'odio, di riflesso, per la sua natura originaria. Infatti Koneko è d'origine una yokai di tipo Nekomata, appartenente alla categoria più rara di questa specie: Nekoshou. Come Nekomata è in grado trasformare parzialmente il suo corpo nella forma di un gatto, facendosi spuntare la coda e le orecchie, ed è in grado di usare sia il Ki che altri eccezionali poteri. Koneko è l'unica ragazza, all'inizio, a dimostrare grande pudore e disprezzo per la perversione di Issei, non esitando a picchiarlo violentemente ad ogni atteggiamento perverso. Quando quest'ultimo la protegge da sua sorella e la aiuta ad accettare la propria natura, Koneko si innamora del ragazzo, tanto da essere la prima ad esprimere la volontà di diventarne la moglie. Quando, durante lo scontro con sua sorella Kuroka all'Azazel Cup, Issei le risponde finalmente di sì, Koneko diventa la sua sesta futura moglie.

Koneko nella copertina del nono volume dell'edizione italiana del manga

Nell'edizione originale è doppiata da Ayana Taketatsu.

### Xenovia Quarta
Xenovia Quarta (ゼノヴィア・クァルタ?, Zenovia Kwaruta) è insieme ad Irina è una spadaccina esorcista al servizio della Chiesa e, all'inizio, non va d'accordo né con Kiba, poiché maneggia una delle Excalibur, la Destruction, né con Issei, perché ha insultato Asia, avendo lei abbandonato la Chiesa diventando un demone e ha 17 anni (poi 18). Come Asia, anche Xenovia è italiana. Xenovia si reca in Giappone con Irina per recuperare le tre Excalibur sottratte dagli Angeli Caduti e si allea col gruppo Gremory contro Freed Sellzen. Dopo aver scoperto della morte di Dio, viene cacciata dalla Chiesa, che le requisisce il suo frammento dell'Excalibur, e Xenovia, disperata, chiede di unirsi alla famiglia di Rias, diventando il suo secondo Cavallo. È padrona della sacra spada Durandal, una delle più potenti del mondo, e in seguito riceve anche la Excalibur completa. Inizialmente le usa in una spada unica, ma poi capisce che combattere impugnandole insieme è più efficace. Riceverà poi anche il fodero dell'Excalibur che la rende invulnerabile finché la impugna, dandole modo di sopravvivere anche se priva di energie e attaccate da più fronti senza riportare danni. Xenovia è una ragazza testarda, stacanovista, devota e, a causa dell'educazione rigida ricevuta dalla Chiesa, molto inesperta nelle relazioni interpersonali. Lega molto con Asia e Irina, formando il cosiddetto Trio della Chiesa. Xenovia, dopo essere diventata demone, propone ad Issei di fare un bambino con lei, non per amore, ma perché desidera avere un figlio forte e i geni di Issei, grazie al suo Sacred Gear, sono l'ideale. In seguito, però, si innamora sinceramente del giovane, tanto da fare spesso alcuni audaci, anche se alquanto bizzarri, tentativi di seduzione nei suoi confronti. Diventa il suo primo Cavallo quando Issei diventa un Demone di Alta Classe. Nell'Azazel Cup, durante lo scontro con il team di Dulio, per riuscire a vincere la battaglia Xenovia chiede ad Issei di sposarla e lui accetta, diventando così la sua terza futura moglie. La risposta del ragazzo le ha conferito un enorme aumento di potenza che le ha permesso di sbaragliare gli avversari, pur comunque non riuscendo a vincere la partita per un soffio. Durante lo scontro afferma di volere almeno cinque figli da Issei, in particolare tre maschi e due femmine, mettendolo in imbarazzo. All'inizio del terzo anno alla Kuoh Academy diventa presidente del Consiglio Studentesco. Xenovia, dopo la promozione a demone di Alta Classe, decide di diventare a sua volta un re indipendente e fa un patto con Ajuka: in cambio di tre Mutation Piece, lei e il suo team non potranno partecipare ai futuri tornei. Ha infatti ottenuto un pezzo mutazione Regina che intende usare la nuova Super Demone Verrine e ha già utilizzato gli altri due pezzi mutati, entrambi Torri, per reincarnare Balberith, il nuovo Super Demone col potenziale di affrontare da solo un Dio Drago (nonché fan di Issei). Ha inoltre preso nella sua servitù anche Kuroka e Ruruko Nimura facendo uno scambio con Sona Sitri.

Rias e Xenovia nella copertina del sesto volume dell'edizione italiana del manga

Nell'edizione originale è doppiata da Risa Taneda.

### Irina Shidō
Irina Shidō (紫藤 イリナ?, Shidō Irina) è un’amica d’infanzia di Issei che viveva in Giappone ma a causa del lavoro del padre si è dovuta trasferire in Inghilterra e da allora non si sono più rivisti.
Devota cristiana, in questo periodo entra nella Chiesa come spadaccina e stringe amicizia con Xenovia, diventando compagne di team; diversamente da lei però persegue la sua fede, essendo ancor più credente, diventando addirittura un Angelo reincarnato. Nonostante questo si unisce al club di Rias. Irina è una ragazza molto carina, atletica e formosa con lunghi capelli castano-chiari raccolti in due code laterali e ha 18 anni. Ha un atteggiamento molto allegro e gentile, non mancando mai di ringraziare il Signore per ogni cosa. È innamorata di Issei sin dall'infanzia e si rammarica che l'amico sia diventato un demone, è inoltre scioccata dal constatare che Issei sia diventato un pervertito. Nonostante ciò continua ad amarlo profondamente, tuttavia deve stare attenta a non farsi trascinare dai sentimenti che prova per lui poiché rischierebbe di diventare un Angelo Caduto, per questo non si spinge a tanto nel sedurlo come fanno le altre ragazze.
Irina è l'Asso di Picche dell'arcangelo Michele. È abile come spadaccina e, come angelo, ottiene il potere della luce. La sua arma è la spada sacra che le dona suo padre, la Hauteclere, capace di purificare tutto ciò che colpisce. L'Arcangelo Michele, infine, riesce a creare una stanza interdimensionale in cui lei e Issei possano concepire un figlio senza che lei diventi un Angelo Caduto. Irina si unisce alla squadra di Issei per la Azazel Cup e, durante la sfida contro il team di Dulio, Irina, dopo Xenovia, chiede a Issei di sposarla e lui accetta, così diventa la sua quarta futura moglie. Come Xenovia, anche Irina ha ottenuto un grande aumento di potenza che le ha permesso di sbaragliare gli avversari, pur non riuscendo ad ottenere la vittoria. Durante lo scontro ha affermato di volere almeno due figli da Issei, un maschio e una femmina. Si scopre inoltre che Irina è stata il primo bacio di Issei.
Nell'edizione originale è doppiata da Maaya Uchida.

### Gasper Vladi
Gasper Vladi (ギャスパー?, Gyasupā Vuradi) è il primo Alfiere di Rias, ma viene rinchiuso in una stanza sigillata perché non sa controllare il suo potere, che potrebbe mettere a rischio l'incolumità dei suoi compagni. Viene liberato dopo la battaglia contro Kokabiel. Gasper è un ragazzo di statura simile a quella di Koneko, ha capelli biondo platino e occhi rosa e ha 16 anni (poi 17). Essendo dampiro di origine (ibrido umano e vampiro), ha le orecchie a punta e, se vuole, può allungare i suoi canini per mordere. È molto particolare perché, pur essendo un maschio, si veste come una ragazza, visto che adora i vestiti femminili, inoltre è molto grazioso, infatti la gente lo scambia per una ragazza. Ciò è dovuto al fatto che Valerie Tepes, una sua amica d'infanzia vampira, lo faceva vestire di continuo da donna contro la sua volontà, finché non iniziò a farci l'abitudine. È un hikikomori, infatti stipula i suoi contratti tramite internet e non esce mai dalla sua stanza. Questa sua ossessività cerca di essere attenuata poco alla volta da Issei ed Asia che, parlando con lui, lo aiutano a superare pian piano questo trauma, provocato dall'odio razziale e dal disprezzo che subì dai vampiri in quanto mezzo umano e dalla sua stessa famiglia a causa del suo potere.

Gasper nella copertina del settimo volume dell'edizione italiana del manga

Per via del suo lato umano possiede un Sacred Gear molto speciale, il Forbidden Balor View, che gli permette di fermare il tempo di ciò che guarda. Questo potere è pericoloso perché Gasper non lo sa controllare e quindi rischia di fermare i suoi compagni. Col tempo perfeziona questa capacità e riesce a controllarla molto meglio. Essendo metà vampiro è debole all'aglio, ma anche capace di controllare i pipistrelli e di dividere il suo intero corpo in pipistrelli, sfruttando la risonanza per poter comunicare e poter spiare con facilità. È capace di usare il suo Sacred Gear anche in questo stato, cosa che gli permette di paralizzare contemporaneamente molte più persone. Essendo dampiro di origine è un diurno, quindi la luce del sole non lo danneggia. È molto abile nella magia umana. La sua paura e timidezza calano nel corso degli eventi, rendendolo anche molto più determinato durante le battaglie e spingendolo ad allenarsi duramente per diventare più forte per proteggere le persone a cui tiene. Nel suo Sacred Gear si trova, a causa dell'inconscio utilizzo di Valerie del suo Sephiroth Graal alla sua nascita, parte della coscienza del defunto dio malvagio Balor, capace di ricoprire di oscurità Gasper, trasformandolo in una creatura nera alta cinque metri, con una testa di drago, delle ali e degli enormi artigli sulle braccia. Tutta l'area intorno a lui viene ricoperta da quest'oscurità che divora tutto ciò che tocca, compresi gli attacchi e, da essa, Gasper è in grado di generare dei mostri oscuri per attaccare gli avversari ed anche una moltitudine di occhi aventi il suo stesso potere di bloccare il tempo: in questo modo è in grado di "congelare" una moltitudine di nemici, per poterli infine annientare. Può anche creare le bestie oscure summenzionate che sono anche in grado di annullare e sottomettere i poteri conferiti dai Longinus come il Santo Graal. Questa seconda personalità, definita Gasper Balor, non è tuttavia pericolosa per le persone care a Gasper e ha già spiegato che proteggerà sempre gli amici del dampiro. Durante l'Azazel Cup, il suo Forbidden Balor View raggiunge lo status ufficiale di Longinus col nome Aeon Balor.
Nella sidestory High School DxD: EX, si scopre come, 30 anni dopo gli attuali eventi, Gasper sia cambiato completamente rispetto ad ora. Infatti è diventato un Demone dalla potenza incommensurabile ed è diventato capace di viaggiare nel tempo. Ma è la sua personalità ad aver subito il cambiamento maggiore, infatti non si veste più da donna ma con abiti maschili e non è raro vederlo con un ghigno deciso e quasi sadico sul volto. A dispetto delle apparenze, però, è ancora molto leale sia ad Issei che ai suoi compagni, infatti è anche il mentore di Ernestine, la figlia di Issei ed Elmenhilde.
Nell'edizione originale è doppiato da Ayane Sakura.

### Rossweisse
Rossweisse (ロスヴァイセ?, Rosuvaise) una valchiria al servizio del dio nordico Odino, è una maga di alto livello appartenente alla mitologia norrena. È una ragazza giovane e bellissima, con lunghissimi capelli argentei e occhi azzurri ed ha 19 anni. È molto parsimoniosa, pensa molto a guadagnare denaro e a risparmiarlo. Non ha mai avuto un fidanzato in tutta la sua vita, cosa che spesso la deprime. Dopo la sconfitta di Loki, Rossweisse viene licenziata da Odino. Così Rias le propone, paventandole la possibilità di ritorni economici, di diventare l'ultimo pezzo della sua scacchiera, la seconda Torre. Rossweisse completa così la squadra di servi di Rias. Nonostante la giovane età, Rossweisse diventa insegnante alla Kuoh Academy anziché studentessa, infatti si è già laureata con anni di anticipo, essendo un genio. Rossweisse è dotata di un elevato potere magico e conosce un grandissimo numero di magie molto elaborate. Dopo che Issei la protegge da Euclid Lucifuge, la giovane si innamora di lui, ma è solo durante lo scontro all'Azazel Cup contro il team di cui fa parte Vidar, che le divinità nordiche vogliono costringere a sposare Rossweisse, che i due chiariscono i reciproci sentimenti e Rossweisse diventa la sua ottava fidanzata.
Nell'edizione originale è doppiata da Ai Kakuma.

### Ravel Phoenix
Ravel Phoenix (レイヴェル・フェニックス?, Reiveru Fenikkusu) è la sorella minore di Raiser Phoenix, era un membro della sua servitù. È un demone purosangue, che, in seguito alla vittoria di Issei sul fratello maggiore, inizia ad ammirare profondamente il ragazzo. Pertanto lascia l'inferno e diventa un membro del Club di Rias. È un Alfiere, come Asia, ma è indipendente, visto che passa al team della madre. L'ammirazione per Issei diventa amore e arriva anche a trasferirsi a casa sua, pur di stargli vicino, diventando la sua manager. È inoltre la vicepresidentessa della Issei Hyōdō Company. Ha un rapporto conflittuale con Koneko, ma le due, in realtà, non si odiano. Quando Issei diventa Demone di Alta Classe, Ravel diventa il suo secondo Alfiere. Come afferma lo stesso Issei, Ravel è una stratega molto abile, uno dei motivi per cui può essere determinante nella sua squadra. Essendo una Phoenex, inoltre, dispone del potere dell'immortalità, il quale le permette di rigenerare qualsiasi ferita le venga inflitta, anche se le venissero strappate o distrutte parti del corpo vitali come la testa. Può inoltre controllare il fuoco e l'aria.
Nell'edizione originale è doppiata da Asuka Nishi.

### Ingvild Leviathan
Ingvild Leviathan è una discendente della famiglia di uno dei Quattro Re Demoni: Leviathan. Dall'aspetto di una diciassettenne, è una ragazza formosa con i capelli porpora e gli occhi arancioni. È, tuttavia, in parte umana poiché discende dal figlio di un Leviathan e un essere umano. Un secolo prima, a diciassette anni, cadde in stato comatoso per via della stessa malattia che ha afflitto la madre di Sairaorg. I suoi genitori adottivi umani contattarono la famiglia Leviathan per aiutarla e venne così portata via per essere tenuta sotto sorveglianza. Rimasta in uno stato di animazione sospesa per un secolo, il suo Sacred Gear, Nereid Kyrie, evolutosi in un Longinus di alto livello, si attiva e ne provoca il risveglio. Nereid Kyrie è un Longinus estremamente potente e pericoloso poiché può controllare sia i mari che i draghi, forse persino Ophis e il Grande Rosso, secondo Rias potrebbe diventare una sotto-specie e controllare i laghi e fiumi, Ingvild grazie al suo Longinus ha dimostrato di poter indebolire Issei grazie al suo canto ma può anche aumentare il potere di Issei e degli altri draghi con il suo canto. Una delle divinità primordiali, Notte, le fa il lavaggio del cervello per ordine delle divinità infernali, che hanno pessima considerazione dei Longinus. Ade è intenzionato ad impadronirsi di lei per usarla contro Issei, Vali, Ophis e il Grande Rosso e per assumere il controllo dei mari, che occupano la maggioranza del territorio della Terra, in modo da impadronirsi del mondo. Issei riuscì a salvarle convincendole a cantare per lui, grazie alla canzone di Ingvild, Issei riesce ad aumentare temporaneamente il loro potere della forma Pseudo Dragon Defication e proprio grazie all'effetto che il Pseudo Dragon Defication che Issei riesce ad usare sulla canzone di Ingvild attraverso la tecnica chiamata Paipod non solo Issei, ma anche alcuni personaggi riescono ad aumentare il loro potere grazie ad Ingvild, Notte viene sconfitta da un assalto combinato di Issei e Ddraig, in seguito Ingvild si rivela la persona destinata a diventare la sua Regina, viene così reincarnata da Issei. Si iscrive alla Academy e sembra nutrire sentimenti romantici verso Issei. Ingvild ha un potenziale enorme, dotata di immenso potere demoniaco e magico, così elevato da essere già competere o persino superare quello di un Re Demone a detta di Rosseweisse e di conseguenza potrebbe ferire qualcuno se usato male. Ha grande affinità con ogni elemento, soprattutto l'acqua a causa della sua discendenza e dopo un breve allenamento ha dimostrato un controllo eccezionale sulla magia, tanto da poter generare una moltitudine di draghi acquatici con cui annientare demoni di alto livello senza fatica. Stando alle considerazioni di Issei e dei suoi compagni, Ingvild è dotata di un talento non inferiore a quello di Vali, col quale condivide molte altre similarità, come l'essere un demone mezzosangue discendente di uno dei Re Demoni originali e possedere un potente Sacred Gear legato ai draghi (sebbene quello di Vali sia di medio livello mentre il suo sia di alto livello).
Nell'edizione originale è doppiata da

## Consiglio Studentesco
Il Consiglio Studentesco è composto in grande maggioranza da membri della servitù di Sona Sitri e da Sona stessa, in ogni caso tutti i membri sono demoni o persone che hanno a che fare col soprannaturale. La presidentessa è Sona Sitri e la vicepresidentessa Tsubaki Shinra, la Regina di Sona. Dopo il diploma di entrambe, la nuova presidentessa diventa Xenovia Quarta e il vicepresidente Genshirō Saji.

### Sona Sitri
Sona Sitri (ソーナ?, Sona Shitorī) / Sona Shitori (支取苍?, Shitori Sona) è la Presidentessa del Consiglio degli studenti nell'Accademia Kuoh, la prossima erede della famiglia Sitri e amica d'infanzia, rivale di Rias. Il suo vero nome è Sona Sitri, mentre a scuola viene chiamata Sona Shitori. Sona porta gli occhiali, ed è la terza ragazza più popolare della scuola, dopo Rias e Akeno. È un'ottima stratega del tipo Tecnico, nella quale si è specializzata. Sogna di aprire una scuola di Rating Game per tutti i demoni, indipendentemente dal loro rango e status. Fu per questo che decise di visitare il mondo umano, in modo da imparare di più sul sistema scolastico convenzionale e non soltanto elitario. Stando a quanto ha detto Rias, anche a Sona venne imposto un fidanzamento, ma lei riuscì a svincolarsi battendo facilmente a scacchi il suo fidanzato, asserendo che non avrebbe mai sposato un uomo meno intelligente di lei. Il suo potere principale è lo stesso del suo casato e la rende in grado di attingere da tutte le fonti d'acqua presenti nella zona per potenziare le sue capacità e manipolando l'acqua.  Sona è anche in grado di controllare l'acqua all'interno dei corpi delle persone, ma evita di farlo perché si tratta di una tecnica mortale. Sona è in grado di pensare ad un numero elevatissimo di strategie in pochi secondi, riuscendo a compensare la mancanza di potenza di fuoco della sua squadra con il lavoro collettivo e piani molto efficaci.

Sona e Serafall nella copertina del decimo volume dell'edizione italiana del manga

Nonostante Saji sia innamorato di lei, Sona non sembra ricambiarlo e lo vede come un fratello minore. Il suo ragazzo ideale, a detta sua, dovrebbe essere molto colto e intelligente. Tiene molto ai suoi servitori, ma è solita punirli severamente con migliaia di sculacciate se le disobbediscono. Il suo desiderio di aprire una scuola inizia a svilupparsi meglio quando la costruzione della scuola viene iniziata e pressoché ultimata, tanto da iniziare delle lezioni di prova aperte ai bambini e ai genitori per potervi assistere. Molti sono i bambini che sono stati felici della sua iniziativa e che non vedono l'ora di iniziare a studiare nella sua scuola.
A causa della caduta in coma di suo padre per via della malattia demoniaca del sonno (la stessa che colpì la madre di Sairaorg e Ingvild Leviathan), Sona è stata costretta ad assumere subito il ruolo di capo del Casato dei Sitri. A seguito di ciò ha fatto tre scambi, dando Loup Garou a Rias, Bennia ad Issei e Ruruko a Xenovia.
Nell'edizione originale è doppiata da Natsumi Takamori

### Altri
- Genshirō Saji (匙 元士郎?, Saji Genshirō) è il segretario del consiglio studentesco e Pedone di Sona, il suo potenziale è tale che per reincarnarlo ci sono voluti 4 pedoni. Ciò è dovuto al fatto che possiede un Sacred Gear nel quale vi è infusa un pezzo dell'anima di Vritra, uno dei Re Draghi e con il quale può lanciare un filo di energia dal suo polso con il quale può anche assorbire l'energia di chi cattura e anche il sangue, aumentando la sua potenza, oppure distribuendola ad altri. Genshirō va molto d'accordo con Issei e lo considera al tempo stesso un rivale, nonostante sia svantaggiato dal fatto che il Drago di Issei sia molto superiore al suo. Azazel all'Istituto dei Grigori fa trapiantare in Genshirō anche altri 3 Sacred Gear di Vritra, riunendo buona parte dell'anima del Re Drago e conferendogli un potere assai superiore a prima. Genshirō ha sviluppato il suo Balance Breaker irregolare al punto tale da poter usare i suoi poteri per contrastare anche le fiamme di un Longinus come l'Incinerate Anthem. Dispone di quattro poteri diversi, infatti, oltre all'Absorption Line, può generare fiamme nere maledette che bruciano incessantemente fino a disintegrare ciò che toccano; può neutralizzare i poteri del suo avversario e immobilizzarlo con l'aura oscura di Vritra. Altro punto in comune con Issei è il fatto che anche lui sia innamorato della propria padrona: Sona. Tuttavia quest'ultima non lo ricambia, mentre due membri del consiglio studentesco sono innamorate di lui. Il suo più grande desiderio è diventare un insegnante dell'Inferno in una scuola di Rating Game, aperta a tutti i bambini, non solo a quelli di famiglia nobile. Genshirō è orfano, ma ha una sorella, Kaho, che va alle medie, e un fratello, Gengo, che va all'asilo, di cui si occupa. Dopo il diploma di Sona e Tsubaki, Genshirō diventa il vicepresidente del consiglio studentesco al posto di quest'ultima, mentre il presidente diventa Xenovia.
- Tsubaki Shinra (真羅 椿姫?, Shinra Tsubaki) è la vicepresidente del consiglio studentesco e la Regina di Sona. Ha la stessa età di Sona, è una ragazza molto seria e rigorosa, difficilmente la si vede sorridere. Prima di essere trasformata era un'umana in possesso di un Sacred Gear, conobbe Sona quando quest'ultima visitò il mondo umano per frequentare la scuola. Anche lei, come Akeno, faceva parte di una delle cinque grandi famiglie che dispongono del potere delle bestie guardiane, e come lei venne ripudiata dalla propria per colpe non sue, ovvero il suo Sacred Gear. Tsubaki è molto leale a Sona e ai suoi compagni ed è sempre pronta a difenderli. Fa sovente uso di una naginata come arma, che sa padroneggiare molto bene. Il suo Sacred Gear si chiama Mirror Alice, il quale materializza uno specchio di grandezza umana capace di riflettere l'attacco scagliato su Tsubaki con una potenza raddoppiata, sebbene non possa essere usato consecutivamente e abbia, perciò, bisogno di tempo tra un uso e l'altro. Dopo essere stata sconfitta da Kiba nel Rating Game tra Sona e Rias, Tsubaki si innamora di lui, motivo che la fa sentire insicura e imbarazzata quando gli sta vicino.
- Tsubasa Yura (由良 翼紗?, Yura Tsubasa) è una studentessa del secondo anno ed è la prima Torre di Sona. Anche lei era umana prima di essere reincarnata in un Demone. Da umana aveva il dono di vedere e toccare gli esseri soprannaturali e iniziò a combattere mostri e spiriti maligni con le arti marziali, riuscendo a vincerli, ma non a battere creature più potenti. È una ragazza educata e rispettosa. Si direbbe un maschiaccio a giudicare dal suo aspetto, infatti sia i ragazzi che le ragazze sono attratte da lei. Tsubasa è una dei membri del team di Sona ad aver ricevuto un Sacred Gear Artificiale dall'istituto dei Grigori. Il suo si chiama Twinkle Aegis ed è in grado di creare un gigantesco scudo di luce, forte in attacco e in difesa, con fuoco e fulmini che divampano da esso. A detta di Sona, nello scudo si trova una fata e grazie ad essa lo scudo può alterare le sue proprietà in base all'avversario e alla situazione. Come Torre, è molto abile nel combattimento ravvicinato. A Tsubasa piacciono gli uomini che combattono fino allo stremo delle forze, ragion per cui si è innamorata di Issei. Quando quest'ultimo viene promosso a demone di Media Classe, Tsubasa si congratula con lui e gli chiede un autografo. Ha anche considerato di dichiararsi, ma ha evitato per paura di Akeno e Rias. All'inizio del terzo anno, Tsubasa decide di lasciare il Consiglio Studentesco, ma rimanendo parte della servitù di Sona.
- Momo Hanakai (花戒 桃?, Hanakai Momo) è una studentessa del secondo anno ed è il primo Alfiere di Sona. Anche lei era umana prima di essere reincarnata in un Demone, ma era già consapevole del soprannaturale perché suo padre lavorava in un'azienda che faceva affari con il clan Sitri. È una ragazza molto bella, gentile e affezionata ai suoi compagni. Momo è una dei membri del team di Sona ad aver ricevuto un Sacred Gear Artificiale dall'istituto dei Grigori. Il suo si chiama Applause Wall ed è in grado di creare barriere difensive a proprio piacimento. Grazie al suo tratto di Alfiere ha uno sviluppato potere magico. Inizialmente aveva una cotta per Kiba ma, dopo aver visto il combattimento di Saji contro Issei, si è innamorata di lui e per questo considera la sua compagna Ruruko una rivale in amore. Consapevole del fatto che Saji sia innamorato di Sona, spera che questa si innamori invece di Issei, così da avere campo libero.
- Ruruko Nimura (仁村 留流子?, Nimura Ruruko) è una studentessa del primo anno ed è il secondo Pedone di Sona. Anche lei era umana prima di essere reincarnata in un Demone. Non aveva alcun legame con il soprannaturale né abilità speciali, ma quando scoprì per puro caso che Sona e altri membri del Consiglio fossero demoni, chiese di essere reincarnata e fu accontentata. Ruruko ha la testa dura come Xenovia ed è sempre pronta a combattere anziché a parlare per risolvere i problemi. È una dei membri del team di Sona ad aver ricevuto un Sacred Gear Artificiale dall'istituto dei Grigori. Il suo si chiama Procellarum Phantom e si manifesta come un'armatura per le gambe che le conferisce grande velocità e un'elevata potenza distruttiva quando sferra i suoi calci. Poco dopo essersi unita al Consiglio si è innamorata di Saji e, quando anche Momo si innamora di lui, rivaleggia con lei per le sue attenzioni, ma in seguito Ruruko decide di rinunciare all'amore per Saji e di andare avanti, avendo capito che questi non la ricambierà mai. Si unisce inoltre alla servitù di Xenovia su richiesta di Sona, in modo da poter continuare a combattere le minacce incombenti. Ruruko come personalità è molto simile alla spadaccina, quindi si trova molto bene sotto la sua ala.

## Team Vali

### Vali Lucifer
Vali Lucifer è un demone mezzosangue, figlio di un demone e di una donna umana. Il suo bisnonno era Lucifero in persona, il più forte dei 4 Re Demoni nonché creatore di tutta la stirpe demoniaca. Grazie alla sua metà umana, possiede il Sacred Gear contenente l'anima di Albion, uno dei due Draghi Celesti, il Drago Bianco Imperatore. Dopo essere stato maltrattato da suo padre ed essere fuggito di casa quando era solo un bambino, fu trovato da Azazel, che lo crebbe e gli insegnò a controllare i suoi poteri. Vali è di bell'aspetto, capelli argentei e occhi ambrati. Si potrebbe considerare l'esatto contrario di Issei. Vali, infatti, è il Drago Bianco Imperatore con più talento in assoluto, e, a detta di Azazel diventerà facilmente il più potente della storia tra i padroni del suo Sacred Gear, il Divine Dividing, dai poteri opposti a quelli del Boosted Gear. Diversamente dalla quasi totalità dei demoni, inoltre, dispone di otto ali demoniache, e la sua stessa esistenza viene definita un miracolo. Da discendente di Lucifero dispone di un'enorme potere demoniaco e grazie al suo genio ha la capacità di diventare molto più potente ogni giorno che passa. Ad esempio, soltanto leggendo un libro di magia nordica, riesce ad impararla ad un livello sufficiente a difendersi dal potere di Loki, un dio. Ha la passione per le creature misteriose, le leggende e gli oggetti mitologici, abitudine probabilmente presa da Azazel.
Ciò che più ama è combattere contro avversari forti, ama le battaglie tanto quanto Issei ama le donne. Nonostante sia l'erede di un Re Demone, non ha alcun interesse a prendere il posto di Sirzechs. La differenza di talento tra lui e Issei è abissale e, quando scoprirà le qualità del suo rivale, ne rimarrà estremamente deluso. Quando si affrontano per la prima volta, Vali è abissalmente superiore all'avversario, ma quando Issei gli provoca dei veri danni assorbendo il suo potere di divisione, Vali, seppur quasi indenne, per poco non attiva il Juggernaut Drive, ma viene interrotto da Bikou. Spesso, quando si muove per combattere, ha in mente un secondo fine, come quando si allea con Issei, Rias e Sona, e i rispettivi team, per affrontare Loki e i suoi figli. Vali, infatti, sfrutta la battaglia per impossessarsi del Fenrir per sottometterlo al suo potere, e avere così a disposizione le zanne deicida del lupo.
Vali, escludendo la sua mania per le battaglie, non è veramente cattivo. Oltre ad avere un buon carisma, è, per Albion, anche un buon conversatore, con cui parla e che tratta gentilmente, come fa Issei con Ddraig. Non ama mostrare apertamente gentilezza verso i propri sottoposti, ma tiene a loro e considera Azazel come un padre. Vali, col tempo e conoscendolo meglio, considera sempre più Issei un degno rivale. Il suo sogno più grande è quello di diventare l'essere più forte in assoluto al mondo e per farlo vuole sconfiggere la creatura più potente che c'è: il Grande Rosso. Dopo la formazione del DxD, accetta di diventare figlio adottivo di Odino, in modo da ricevere il perdono da tutte le altre mitologie per il suo passato legato a Khaos Brigade. Vali desidera ardentemente uccidere suo nonno, Rizevim Livan Lucifer, uno dei tre super demoni dell'inferno. Egli, infatti, fu responsabile del trattamento a lui riservato da suo padre. Quando, con l'aiuto di Issei, Fafnir ed Ophis, riesce a raggiungere questo obiettivo, ottiene anche una nuova forma della sua armatura chiamata Diabolos Dragon Lucifer. Tale forma gli garantisce accesso ad eccezionali poteri che Albion disponeva quando era ancora un drago in carne ed ossa. In questa forma può combattere al livello di un drago celeste ed è persino in grado, con un attacco, di disintegrare una montagna alta 5.000 metri. Vali viene, inoltre, insignito del rango di Demone di Classe Suprema. Prende parte con un suo team all'Azazel Cup e, nella fase a gironi, riesce a sconfiggere anche il team di Rias (che si qualificherà comunque per la fase finale) e si qualifica per la fase finale. In seguito viene insignito con Issei del rango di Super Demone.
Bikou
Bikou è uno yōkai, il suo aspetto preferito è quello di un giovane ragazzo. È un discendente del leggendario Sun Wukong, in giapponese Son Goku, appartenente alla storia narrata nel "Viaggio in Occidente". Dispone di un potente bastone del quale può cambiare a suo piacimento le dimensioni, e una nuvola d'oro, che, al suo richiamo, si presenta e gli permette di cavalcarla e volare a grande velocità. Bikou ama le battaglie quasi al livello di Vali e è unito a lui proprio per questo. Bikou è molto forte, tanto da riuscire ad ostacolare Tannin (che però non combatteva seriamente) da solo. È un personaggio molto divertente, non riesce a trattenersi quando qualcosa lo diverte, e infatti Fenrir considera lui e Kuroka gli stupidi del gruppo.
Curiosità: Issei, nelle light novel, è un appassionato di Dragon Ball e ha risvegliato il suo Sacred Gear pensando a Goku e mettendosi in posa per la Kamehameha. Il personaggio stesso di Goku, tra cui il nome stesso e i suoi poteri, ma solo nella prima serie, sono tutti ispirati a Viaggio in Occidente. Bikou dispone sia del bastone speciale che della nuvola d'oro e discende proprio dal Son Goku originale.
Kuroka Tōjō
Kuroka Tōjō è la sorella maggiore di Koneko. Le due erano inseparabili, fino a quando Kuroka divenne l'Alfiere di un demone, il quale spingeva tutti i suoi servi ad allenarsi fino allo stremo per sviluppare i propri poteri. Kuroka, usando il suo Senjutsu in modo eccessivo, finì con l'assorbire troppa malizia dal mondo e ciò la rese "ubriaca di potere", e di conseguenza malvagia. Kuroka uccise il suo demone padrone e divenne uno dei demoni femminili più ricercati dell'inferno, abbandonando traumaticamente sua sorella. Kuroka, quando riappare, rivela di far parte della squadra di Vali, desiderando riprendersi la sorella per condurla dal suo leader e raccomandarla per far parte del gruppo, ma viene fermata da Issei. Kuroka, poi, si fa vedere nuovamente, anche più di una volta: sembra voler recuperare il rapporto con Koneko. Visto che Vali l'ha rifiutata, inoltre, chiede ad Issei di fare un bambino con lei, perché vuole avere il figlio di un Drago Celeste. Rivela ad Issei di aver ucciso il suo padrone non solo per la malvagità assorbita, ma soprattutto perché temeva che obbligasse Koneko ad usare in modo improprio il Senjutsu e che, di conseguenza, potesse diventare malvagia a sua volta. Conoscendo meglio Issei e la sua gentilezza, Kuroka si affeziona al giovane. È una ragazza seducente, maliziosa e finisce sempre ogni frase con un miagolio. Nonostante la sua personalità maliziosa e pigra lo infastidisca a volte, Issei sembra avere un debole per Kuroka, essendo in grado di vedere oltre il suo personaggio di gatto malizioso e vedere che è solo una ragazza che si prende cura di sua sorella più di ogni altra cosa. Issei ama anche la sensazione del seno di Kuroka, che rivaleggia con quelli di Rias e Akeno. Dopo il perdono del Team Vali per i crimini commessi, Kuroka si stabilisce a casa di Issei insieme a Le Fay. Durante la Coppa Azazel Kuroka e Koneko vengono prese di mira da dei mietitori guidati da Thanatos, interessati alle ricerche del loro defunto demone padrone sulla creazione di Super Diavoli. 
Kuroka allora si apre con Issei chiedendogli di proteggere lei e sua sorella e promettendogli di fare ammenda per ciò che ha fatto in passato. Il ragazzo la rassicura e le promette che le proteggerà a qualunque costo.
Durante la battaglia tra il team di Vali e di Rias Thanatos e i suoi tentano di catturare le sorelle Nekomata ma vengono fermati da Issei, Irina e Rossweisse.
Kuroka, commossa dal gesto del ragazzo fa una scommessa con Koneko: chi vincerà sarà la sposa di Issei, ma quest’ultimo si oppone, affermando che le prenderà entrambe come sue spose.
Entrambe accettano e Kuroka dichiara apertamente di essersi innamorata di lui, diventando la sua settima futura moglie.
Kuroka viene infine sconfitta dalla sorella ma la vittoria andrà comunque al team Vali.
Decide inoltre di prendere lo stesso cognome che Rias aveva dato alla sorella, visto che ritiene giusto avere a sua volta un cognome, perciò d'ora in poi si chiamerà Kuroka Tōjō. Più avanti decide di diventare una servitrice di Xenovia per non restare un demone randagio. È una ragazza incredibilmente forte, capace di controllare il Senjutsu e lo Youjutsu, può generare magie potenti, colpire l'anima stessa delle persone, avvertirne la presenza, modificare il flusso del proprio Ki e quello degli altri, potenziare i suoi poteri con una parte nascosta delle piante e della terra contenente il Ki, creare illusioni forti e magie particolari, come nebbie velenose. Controlla, inoltre, la magia dello spazio, abilità che Rias ritiene eccezionale.
Arthur Pendragon
Arthur Pendragon è discendente del famoso Re Artù, un essere umano che ha abbandonato la fazione Eroi di Khaos Brigade per entrare nel team di Vali, insieme alla sorella minore, Le Fay. Arthur è uno spadaccino, possiede la spada sacra più potente di tutte, la Caliburn (detta anche Collbrande), la mitica spada nella roccia, ben più potente della Durandal e conosciuta come la spada sacra finale. Arthur è un ragazzo gentile, ma ossessionato dall'idea di trovare un degno rivale della sua spada, ragion per cui lasciò la famiglia per andare a combattere. Un'altra ragione importante per la sua fuga è stata voler proteggere Elaine Westcott, cameriera del casato dei Pendragon, nonché sua amante. Dal momento che una relazione tra la servitù e i membri del casato non è tollerabile, decise di lasciare la famiglia prima che venisse scoperta la loro relazione. Arthur ha avvertito Kiba che il giorno in cui Vali e Issei avranno il loro grande scontro, anche loro due combatteranno. Arthur, al momento, è parecchio superiore sia a Kiba che a Xenovia e la sua potenza viene messa in evidenza quando affronta uno dei due lupi figli di Fenrir, tranciandogli le zampe con la Caliburn come niente fosse, per poi trafiggere Fenrir con la Ruler dopo che il lupo viene sconfitto da Vali. Arthur è anche stato in grado di affrontare alla pari, senza usare la sua piena potenza, il leggendario spadaccino esorcista Vasco Strada, avversario che, nonostante sia un essere umano di quasi 90 anni, aveva facilmente messo alle corde l'intero gruppo Gremory neutralizzando i loro attacchi più forti come nulla fosse e soltanto il suo intervento riuscì ad evitare ad Issei e ai suoi compagni una sconfitta clamorosa. Arthur è, infatti, uno dei cinque umani più forti al mondo, nonché uno dei soli due uomini, insieme a Vasco Strada, a non disporre di un Longinus.
Le Fay Pendragon
Le Fay Pendragon è una maga, discendente della famosa Fata Morgana ed è, come il fratello, umana. Le Fay è una ragazza molto buona, sorridente e assai educata con tutte le persone che incontra. È una fan di Issei e del suo Show, ragion per cui con lui è molto timida, anche nel chiedergli un autografo. Oltre a questo sembra nutrire un certo interesse per il ragazzo, come dimostra la sua timidezza. Le Fay, nonostante la giovanissima età, è una maga eccezionalmente abile, esperta di magia nera, bianca, norrena, fatata e magia del teletrasporto. È anche abilissima nella magia evocativa, infatti stipula anche un patto con Fenrir e Gogmagog, che, se necessario, lei può richiamare in battaglia. Conosce, inoltre, molte magie proibite. Dopo che il Team Vali riceve il perdono, Le Fay fa un contratto con Issei come sua maga e si stabilisce a casa sua insieme a Kuroka.
Fenrir
Fenrir è il primo figlio del dio Loki, è un lupo gigantesco, alto più di dieci metri, le cui zanne e artigli sono i suoi punti di forza, insieme alla sua velocità. È conosciuto come il Lupo divora-Dèi, questo perché le sue zanne sono così potenti da poter uccidere le divinità e anche i draghi. Anche i suoi artigli sono estremamente potenti. Si tratta di una delle dieci creature più potenti del mondo. Viene sconfitto da Vali mentre utilizza il Juggernaut Drive all'interno di una dimensione che indebolisce Fenrir, per poi essere imprigionato dalla Gleipnir. Al termine del combattimento, Fenrir viene colpito da Arthur con la Excalibur Ruler, che lo sottomette al volere del team di Vali. Durante il loro combattimento, Vali ha usato l'Half Dimension e il Divide del suo Sacred Gear per ridurre notevolmente le dimensioni e la potenza di Fenrir, tanto che ora è grande quanto un comune lupo e la sua potenza è notevolmente ridotta, ma la sua velocità, i suoi artigli e le sue zanne sono rimaste potenti quanto prima. Stringe un buon rapporto con tutti, soprattutto con Le Fay, la quale può evocarlo in ogni momento. Durante il Rating Game contro il team di Rias, Fenrir torna gradualmente alla sua potenza originale, raggiungendo l'80% affrontando Rias e Gasper insieme e riuscendo a sopraffarli.
Gogmagog
Gogmagog è un golem, una statua di pietra gigante, pertanto, dotato di immensa forza bruta e di una grande capacità di difesa. Stringe un patto con Le Fay, la quale può evocarlo in combattimento. Gli dèi antichi crearono molti golem chiamati Gogmagog, con lo scopo di usarli come armi distruttive, tuttavia, per ragioni ignote, quelle divinità cambiarono idea e abbandonarono tutti i golem nel vuoto dimensionale dopo averli disattivati. Tuttavia uno rimase attivo e Vali, dopo averlo saputo, volle prenderlo con sé e andò a cercarlo col suo team. Gogmagog è in grado di trasformare le parti del suo corpo in armi potentissime, anche quelle più moderne e se danneggiato si può riparare da solo.

## Demoni

### I 4 Re Demoni
I 4 Re Demoni, sono i demoni più importanti dell'Inferno e tra i più potenti, se non i più forti. In origine, erano: Lucifero, Leviathan, Beelzebub ed Asmodeus. Furono coloro che guidarono i demoni contro Dio, gli Angeli e gli Angeli Caduti. Durante la guerra morirono tutti, così come Dio. Alcuni fra i discendenti, in seguito, vollero proseguire la guerra, così sorse un conflitto interno che vide prevalere la fazione pacifista. Gli attuali 4 membri sono tutti demoni straordinari e leader della fazione pacifista: Sirzechs Lucifer (Gremory); Serafall Leviathan (Sitri); Ajuka Beelzebub (Astaroth); Falbium Asmodeus (Glasya-Labolas).
Sirzechs Lucifer
Sirzechs Lucifer ha acquisito tale cognome dopo essere divenuto uno dei Re Demoni, prima era un Gremory, fratello maggiore di Rias. Dopo essere diventato un Re Demone, Sirzechs ha rinunciato di essere l'erede principale dei Gremory in favore della sorella. Quando era più giovane, secoli prima, fece parte della fazione che si opponeva ai discendenti dei Re Demoni favorevoli alla guerra. Durante queste battaglie incontrò, nella fazione nemica, Grayfia Lucifuge, una donna con un'abilità straordinaria che serviva l'originale Lucifero e poi i suoi discendenti. I due, inaspettatamente, si innamorarono, per poi sposarsi alla fine del conflitto. Dopo secoli ebbero anche un figlio, Milicas. Sirzechs è un bravo leader, favorevole alla pace e molto gentile con tutti, tratta Rias in modo molto amorevole in pubblico, facendola imbarazzare. Ha molta simpatia anche per Issei e gli chiede di considerarlo come un fratello maggiore. Sirzechs è uno dei tre soli demoni a poter essere classificato come Super Demone, a causa della sua anormale potenza. Quando concentra il suo massimo potere della distruzione, Sirzechs sprigiona un potere demoniaco elevato, circa dieci volte superiore all'originale Lucifero, un potere con cui potrebbe, se volesse, uccidere anche Ade, una delle dieci creature più potenti che esistano. Odia chi fa del male alla sua famiglia e promette ad Ade di disintegrarlo se dovesse attentare ancora alla vita di sua sorella e della sua servitù. Lo stesso Ddraig si è spaventato quando ha visto la portata del suo potere, definendolo un mostro. A detta di suo padre Zeoticus, Sirzechs ha un potere così anormale perché ha ereditato la massima espressione dei poteri tramandati dal clan Bael e dal clan Gremory combinati: il potere della distruzione e un potere magico superiore. Quando entra nello stadio che lui definisce la sua "vera forma", l'intero corpo di Sirzechs diventa puro potere della distruzione, in grado di ridurre al niente qualsiasi cosa colpisca.
La sua squadra è il team più potente degli Inferi ed è composta da un numero molto ristretto di individui, ma ognuno di loro è estremamente potente. Per fermare il Trihexa, Sirzechs, insieme ad altri tre Re Demoni e a molte altre divinità e leader delle diverse fazioni, si rinchiude in un'altra dimensione imprigionante per poter combattere il mostro in un luogo sicuro, senza che il mondo ne venga distrutto. Secondo le loro previsioni, per distruggere quella creatura potrebbero essere necessarie diverse migliaia di anni di combattimento continuo. Prima di andare, però, fa perdere i sensi a sua moglie Grayfia, in modo che possa crescere Milicas, recandosi nell'altra dimensione con il resto del suo team.
Serafall Leviathan
Serafall Leviathan apparteneva, come Sirzechs, alla fazione anti-Re Demoni, e, dopo la vittoria, ha ottenuto il titolo di Leviathan dopo aver sconfitto Grayfia Lucifuge. Prima apparteneva al Clan Sitri ed è la sorella maggiore di Sona. Quando Serafall non lavora si comporta come una bambina, completamente all'opposto della sorella minore, inoltre adora vestirsi con gli abiti di una maga di uno show televisivo. Come Issei, anche lei partecipa ad uno show alla TV negli Inferi e rivaleggia negli ascolti con il ragazzo. Serafall verso sua sorella è complessata: adora Sona, ma la mette spesso in imbarazzo con i suoi comportamenti infantili. Questo comportamento è così radicato che Sona ha evitato di chiamarla in suo aiuto nonostante la minaccia di Kokabiel, perché se avesse saputo che sua sorella fosse in pericolo, sarebbe stata capace di iniziare una guerra da sola contro gli angeli caduti. Usa una magia basata sul ghiaccio ed è talmente potente che sarebbe capace, se la usasse, di distruggere l'intero Giappone senza fatica. Serafall è la più potente donna tra i demoni, di poco superiore a Grayfia, e considera Gabriel, una dei leader degli Angeli, la sua principale rivale.
Lei si unisce ai molti leader e divinità che affronteranno il Trihexa, ma lascia indietro la Regina del suo team, come Sirzechs e Falbium.
Ajuka Beelzebub
Ajuka Beelzebub era membro della fazione Anti-Re Demoni e ne era la  "punta di diamante" insieme a Sirzechs. Dopo la vittoria è divenuto un Re Demone, rinunciando al suo cognome, Astaroth. Ajuka, inoltre, ha creato gli Evil Piece, con lo scopo di poter reincarnare altri esseri in demoni per risanare il colossale numero di perdite avvenuto durante la Grande Guerra tra le tre fazioni. Tra le sue iniziative vi è la creazione dei Rating Game. Ajuka non bada molto al suo ruolo, preferisce dedicarsi ai suoi hobby preferiti: creare nuove cose e raccogliere informazioni di suo interesse. Issei ha notato che in questo somiglia molto ad Azazel, ma, come lo stesso Ajuka afferma, Azazel ama creare oggetti basandosi su qualcos'altro o modificando qualcos'altro, mentre a lui piace creare le cose dal nulla. È amico d'infanzia di Sirzechs e suo rivale. Ajuka, dopo il Juggernaut Drive di Issei, sistema i suoi Evil Piece per adattarli al potere del Drago Rosso Imperatore, conferendo al ragazzo la possibilità di promuoversi quando desidera e senza permesso, in modo da fargli usare autonomamente il Triaina in battaglie in caso di bisogno.
Ajuka è l'unico Re Demone che non prende parte alla battaglia contro il Trihexa nella dimensione alternativa, in modo che i demoni non rimangano senza un leader. Attualmente è quindi l'unico Re Demone in attività. È, come Sirzechs, uno dei tre Super Demoni dell'inferno, con un potere notevolmente più elevato dell'originale Beelzebub. Sin da piccolo i numeri e le equazioni lo hanno affascinato, tanto da renderli in suo potere. È in grado, creando un piccolo cerchio magico davanti alla sua mano, di usare una tecnica chiamata Formula Kankara, che converte ogni fenomeno in equazioni e formule, alterando queste ultime può controllare tutto ciò che lo circonda a suo piacimento. Con le formule matematiche è in grado di controllare persino la direzione, la potenza, la forma e la velocità degli attacchi nemici e rivoltarli contro i loro padroni con un solo dito.
Falbium Asmodeus
Falbium Asmodeus apparteneva alla fazione Anti-Re Demoni, e, dopo la vittoria divenne uno dei nuovi Re. Prima della guerra era membro del clan Glasya-Labolas. È estremamente pigro, non lo è mai visto combattere, ma è noto come il miglior stratega degli Inferi e i suoi servitori sono estremamente abili, infatti delega tutto il lavoro a questi ultimi. Come Sirzechs e Serafall, si unisce allo scontro con il Trihexa nella dimensione alternativa di isolamento con tutta la sua servitù, meno la sua Regina. Suo fratello minore è Zephyrdor, uno dei sei giovani demoni purosangue di maggior talento dell'inferno, sebbene dopo il Rating Game contro Sairaorg abbia perso ogni volontà di combattere.

### Clan Gremory
Il nobile clan demoniaco dei Gremory è ricchissimo, il suo territorio comprende montagne, valli, foreste, laghi e castelli enormi sparsi in un territorio vasto quanto l'Honshu, la principale isola del Giappone. Ognuno dei servi, inoltre, può scegliere una propria porzione del territorio per sé. La famiglia Gremory conta attualmente otto membri: i nonni di Rias, i genitori della ragazza, il nipote di Rias e il fratello di quest'ultima (sebbene abbia "lasciato" il nome di famiglia assumendo la carica di Re Demone). La famiglia Gremory è nota per il fatto che i suoi membri dispongano tutti di una quantità di potere demoniaco sopra la media e di un controllo magico superiore. Tale famiglia è inoltre una delle quattro direttamente legate ad uno dei quattro nuovi Re Demoni, Sirzechs Lucifer, fratello maggiore di Rias, nonché uno dei tre Super Demoni infernali. La famiglia Gremory è sempre stata una famiglia che non discrimina le altre razze e i Demoni di basso rango, prendendosi sempre cura dei propri servitori.
Zeoticus Gremory
Capo della famiglia Gremory, padre di Sirzechs e di Rias. Uomo dall'aspetto giovane con occhi azzurro-verdi e capelli cremisi, tipici del Clan, e una barba sottile sul mento. È un uomo che, quando non è vincolato dai propri doveri nell'alta società, è molto simile al classico padre buono e amorevole; ha legato subito con i genitori di Issei. È anche un genitore severo quando necessario, sebbene tale ruolo lo ricopra più spesso sua moglie. Zeoticus ha anche un harem oltre alla propria moglie, ed è quest'ultima che lo gestisce.
Venelana Gremory
Nata Venelana Bael, è la moglie di Zeoticus Gremory. A parte per i capelli castani, Venelana somiglia moltissimo a sua figlia, ma con un fascino più maturo. È una madre buona, ma anche più severa di suo marito: infatti pare ricoprire il ruolo dominante nella coppia. Venelana considera Issei suo futuro genero sin da prima che i due si dichiarassero e insiste per insegnargli sia tutto ciò che c'è da sapere sull'alta società dal loro primo incontro. È anche d'accordo con l'idea di Issei di creare un harem, ma rimprovera Rias perché, a differenza sua, non "gestisce" l'harem del fidanzato. Possiede il potere della distruzione, ereditato dai suoi figli. Venelana è la donna più potente della storia del casato dei Bael, uno dei clan più forti e potenti degli Inferi.
Grayfia Lucifuge
Grayfia è la moglie di Sirzechs e, quindi, la nuora di Zeoticus e Venelana. È anche la Regina di suo marito, ha i capelli argentei e gli occhi rossi(argentei nelle prime tre stagioni dell’anime). Il casato dei Lucifuge è sempre stato un servitore fedele del Lucifero originale e della sua famiglia, ragion per cui alla morte del leader, Grayfia ha combattuto nella fazione dei discendenti dei 4 Re Demoni contro la fazione Anti-Re Demoni. Durante la guerra si innamora, ricambiata, di Sirzechs Gremory, del gruppo nemico. Alla fine della guerra civile, si sposa con lui e hanno un figlio, Milicas. Grayfia si veste sempre quasi come una cameriera francese, avendo un carattere più composto e disciplinato rispetto al marito. Spesso il comportamento spensierato di Sirzechs la esaspera, inoltre non le piace mischiare il privato con il lavoro, infatti non si comporta mai da moglie in pubblico. È incredibilmente potente ed è considerata al livello dei 4 Re Demoni: è la più potente Regina dell'inferno, dotata di uno straordinario potere demoniaco, di poco inferiore a Serafall. Quando molti dei leader delle tre grandi potenze si sigillano insieme al 666 in una barriera dimensionale insieme ai loro uomini più fidati, incluso Sirzechs, quest'ultimo le fa perdere i sensi, cosicché Grayfia non venga sigillata insieme a loro e possa occuparsi del figlio. In seguito decide di unirsi al team di Issei per l'Azazel Cup mascherata con lo pseudonimo Bina Lessthan, rivelando la sua identità solo ad Issei e Ravel. A suo dire ha scelto di farlo per verificare il valore di Issei come Re. Dopo la vittoria contro il team di Rias, Grayfia decide di ritirarsi dal torneo per dedicarsi di più al figlio.
Millicas Gremory
Figlio di Sirzechs e Grayfia, Millicas è un bambino demone purosangue, occhi rossi e capelli cremisi. Da buon figlio di sangue nobile, Millicas è un adolescente di buone maniere e molto preparato sull'inferno e sulle sue regole. A dispetto della sua giovanissima età, pensa già da adesso con grande attenzione a come dovrà essere il suo futuro team di servi. È molto gentile con Issei e lo considera come un fratello maggiore, inoltre è un suo grande fan. Millicas è dotato di un talento prodigioso, pari a quello di Vali, e, nonostante sia solo un bambino, è già più abile di sua zia Rias nel controllare il potere della distruzione.

### Clan Phoenix
Il clan demoniaco dei Phoenix è estremamente facoltoso, ancor più dei Gremory. Detiene il monopolio sulle "lacrime della fenice", in quanto soltanto i demoni purosangue della famiglia Phoenix sono in grado di produrle e grazie ad esse il clan ha immensi introiti. I membri del clan sono difficili da sconfiggere perché posseggono il potere dell'immortalità, possono infatti rigenerare qualsiasi ferita in un attimo grazie alle loro fiamme. Hanno inoltre potere sul fuoco e sull'aria. Sono soliti usare delle ali fatte di fuoco per volare anziché le usuali ali demoniache. L'attuale successore della casata è Ruval Phoenix. Malgrado la rottura del fidanzamento tra Raiser e Rias del clan Gremory, i due clan hanno mantenuto comunque ottimi rapporti, anche in virtù del fatto che la sola figlia femmina, Ravel, è innamorata di Issei, futuro marito di Rias.
Lord Phoenix
Lord Phoenix è il capo della famiglia Phoenix. Dopo la sconfitta di Raiser contro Issei, si augura che ciò insegni a suo figlio che il potere dell'immortalità non è assoluto. Ha 4 figli, tre maschi e una femmina.
Lady Phoenix
Lady Phoenix è la matriarca della famiglia Phoenix. Consapevole che la figlia sia innamorata di Issei, suggerisce a quest'ultimo di prenderla come Alfiere dopo la promozione a Demone di Alta Classe, cosa che avviene.
Ruval Phoenix
Ruval Phoenix (ルヴァル・フェニックス?, Ruvuaru Fenikkusu) è il figlio maggiore della famiglia Phoenix e prossimo erede della casata. È uno dei primi dieci combattenti dei Rating Game ed è vicino ad essere promosso come Demone di Classe Suprema. Ruval è un uomo gentile e d'onore e non pecca di arroganza come il fratello minore Raiser.
Raiser Phoenix
Raiser Phoenix (ライザー・フェニックス?, Raizā Fenikkusu) è inizialmente il fidanzato di Rias, Raiser è un demone di alto livello, terzogenito della famiglia Phoenix. È un individuo abietto e arrogante, disposto a fare di tutto per ottenere quello che vuole. Come ogni altro membro dei Phoenix, possiede il potere dell'immortalità. Raiser possiede quindici servi, tutti composti da donne, compresa sua sorella Ravel, seppur quest'ultima lo sia solo temporaneamente. Tutte le donne, meno sua sorella, compongono il suo harem. Raiser è, infatti, un pervertito, ancora più squallido di Issei, che si comporta in modo arrogante con le sue serve. Dopo essere stato sconfitto da Issei, cade in una crisi e sviluppa paura per i draghi. Ripresosi, grazie all'aiuto di Issei e Tannin, consiglia Rias sul Rating Game contro Sairaorg. Sebbene Issei e Raiser si vedano come rivali, finiscono con lo stringere un rapporto civile, anche in virtù del fatto che sua sorella Ravel si sia innamorata proprio di Issei. Per questa ragione Raiser avverte Issei che, se avesse fatto soffrire Ravel, lo avrebbe incenerito personalmente.

### Altri Demoni
Diodora Astaroth
Diodora è un demone purosangue, fratello minore di Ajuka, uno dei nuovi 4 Re Demoni, ed erede del casato Astaroth. Apparentemente un giovane gentile ed educato, in realtà arrogante, sadico e crudele. Disprezza i demoni di basso rango e ripudia i draghi, infatti è disgustato da Issei. Diodora ha una perversione per le donne sante e le suore e adora strapparle dalla Chiesa, violentarle e distruggerle nello spirito e nel fisico fino a schiavizzarle, per poi reincarnale come sue serve, ricavando il massimo piacere nel vedere la loro disperazione mentre abusa di loro. Quando vide Asia ne divenne ossessionato, tanto da ferirsi perché lei lo curasse e venisse così scacciata dalla Chiesa, dalla quale era troppo protetta per poterla rapire. Il suo piano era uccidere Raynare dopo l'estrazione del Sacred Gear e reincarnare Asia, ma i suoi piani andarono in fumo quando Issei sconfisse Raynare e Rias la reincarnò. Per ottenere più potere e prendersi Asia si allea con Khaos Brigade, ottenendo in cambio alcuni serpenti di potere di Ophis. Dopo aver rapito Asia, il suo team affronta quello di Rias, venendo spazzato via, finché non si ritrova dinanzi un furente Issei. Diodora afferma di voler stuprare Asia facendole urlare il nome di Issei per ricavarne piacere, cosa che non fa altro che alimentare l'ira del giovane Pedone, il quale lo sconfigge facilmente e lo spaventa a morte. Viene poi ucciso da Shalba Beelzebub per la sua incapacità.
Sairaorg Bael
Prima di essere sconfitto da Issei era ritenuto il più potente tra i giovani Demoni, è il cugino di Rias. Non avendo ereditato il Potere della Distruzione, lui e sua madre (colpevole di averlo partorito), vennero ripudiati dall'intero casato Bael, tra cui suo padre stesso. I Demoni di basso e medio rango bullizzarono Sairaorg quando era piccolo, finché sua madre non gli disse che doveva diventare più forte in un altro modo. Sairaorg si sottopose così ad un estremo allenamento di anni, fino a diventare con la pura forza il più potente tra i giovani demoni. Tornò da suo padre e sfidò il suo fratellastro minore, designato come nuovo erede, e lo sconfisse facilmente, riprendendosi il suo posto di erede. Il suo scopo è diventare un Re Demone per dimostrare che non serve avere poteri speciali per valere qualcosa. È un ragazzo buono e gentile, che rispetta molto le persone leali e volenterose, tra cui lo stesso Issei. A causa dei suoi allenamenti sovrumani riesce persino a controllare il Touki, con cui può generare attacchi estremamente distruttivi. Il suo team è composto in parte da eredi di famiglie quasi completamente distrutte dopo la guerra tra le Tre Grandi Potenze, inoltre ha usato 7 dei suoi Pedoni per reincarnare lo spirito di uno dei Longinus, il Regulus Nemea, con cui può unire il potere per usare il suo Balance Breaker nella forma di un'armatura che incrementa a dismisura il suo potere, rendendolo capace di affrontare anche i Re Demoni. Dopo essere stato sconfitto da Issei nel Rating Game contro Rias, sua madre si risveglia dal coma, con grande gioia di Sairaorg.
Roygun Belphegor
È una demone purosangue molto bella, nonché l'unica demone finora apparsa a possedere due corna in testa. Ha più di un secolo, ma appare come una bella donna di vent'anni. Per molto tempo è stata la seconda nel ranking dei Rating Game, finché non si scoprì che aveva usato il pezzo del Re per potenziarsi notevolmente. A causa di questo atto viene ripudiata dal suo casato, di cui prima era a capo, e bandita, almeno per un po' di tempo, dai tornei. Diversamente da altri utilizzatori dell'illegale pezzo del Re, però, Roygun non lo fece con brutte intenzioni. Ella adora infatti combattere e usò il Re per potenziarsi e poter quindi combattere avversari ancora più potenti e quando viene scoperto tutto, anziché opporsi decide di collaborare a fermare gli altri che come lei ne hanno fatto uso. Roygun è infatti una persona nobile e fondamentalmente leale, anche se un po' troppo fissata col combattimento. Per poter combattere nell'Azazel Cup, giura fedeltà ad Issei dicendo che lei e il suo team lo avrebbero servito. Inizialmente funge da consigliera, ma poi entra a far parte del team in modo attivo, dimostrando grande saggezza e astuzia, oltre che potenza. Sembra avere anche un debole per Issei, infatti ama i ragazzi più giovani e le piace flirtare con lui. Inoltre, dopo essere stata ripudiata dal casato Belphegor, afferma di dover trovare marito e teme che Issei la consideri troppo vecchia per lui, a riprova del suo interesse. Roygun è una delle donne più potenti degli Inferi e dispone del potere del suo casato noto come Crack, capace di creare fratture e rotture in qualsiasi cosa, inclusi i poteri e le tecniche altrui, sebbene più potente è l'avversario e meno volte lo può usare.
Seekvaira Agares
Una dei quattro giovani demoni più promettenti insieme a Rias, Sairaorg e Sona. Erede del casato Agares, è una ragazza avvenente, ha lunghi capelli e gli occhiali. È una ragazza seria e rigida, ma è anche una grande appassionata di mecha, e infatti ama parlarne con Issei, diventando molto loquace ed entusiasta su questo argomento. Come demone è di tipo tecnico ed è un'abile stratega, ma non al livello di Sona e non può competere in potenza con Rias e Sairaorg, infatti lei e il suo team sono i meno forti dei quattro.

## Draghi
I Draghi sono creature che rappresentano il potere stesso. Sono generalmente molto intelligenti e forti, da sempre ammirati, rispettati e temuti. I Draghi non si alleano quasi mai con nessuna delle Tre Grandi Fazioni o altre mitologie, vivono per conto proprio. La maggior parte dei Draghi è buona, ma ce ne sono altri malvagi. Indipendentemente dal livello, però, non è mai consigliabile far infuriare un Drago a causa della modalità Outrage, la quale gli consente di diventare molto più potente del suo usuale livello e pericoloso per chiunque sia l'oggetto della sua ira. I Draghi sono generalmente di due tipi per quanto riguarda l'aspetto (al di là delle particolarità individuali): occidentali e orientali. I Draghi sono le uniche creature a non morire di vecchiaia, infatti il loro invecchiamento si blocca con la maturità. In generale esistono quattro tipi di draghi ordinari, tre dei quali di Alto livello mentre il quarto gruppo di basso livello. In quest'ultimo gruppo rientrano i draghi di terra, privi di ali e di tale gruppo facevano parte anche alcuni dinosauri. I draghi di alto livello si distinguono per l'elemento che sputano dalla bocca: Flame Dragon per il fuoco; Blizzard Dragon per il ghiaccio, Sprite Dragon per i fulmini. Altri draghi più rari e di alto livello esistono, ma è molto difficile incontrarli.

### Re Draghi
I Re Draghi sono una categoria ristretta di Draghi di gran lunga superiori a quelli normali e i loro poteri rivaleggiano con i demoni di Classe Suprema e, in certi casi, persino con quelli dei quattro Re Demoni. Attualmente esistono cinque Re Draghi. Una volta erano sei, scesi a cinque dopo che Tannin venne reincarnato come demone.
Fafnir
Fafnir ha l'aspetto di un drago dorato occidentale, alto più di 10 metri, con un corno sulla punta del naso ma, a differenza dei classici draghi occidentali, non possiede ali. Esse gli spuntano quando entra nella modalità Outrage. Fafnir era un drago che amava collezionare tesori in tutto il mondo, finché non venne ucciso dall'eroe Sigfrido con la spada demoniaca Gram. Venne in seguito resuscitato dagli dèi della mitologia norrena e, forse proprio per il fatto di essere stato resuscitato da Odino, è diventato un pervertito di prima categoria, ben peggiore di Issei. Fafnir è, infatti, un feticista delle mutandine da donna e ama collezionarle come fossero un tesoro. Inizialmente fece un patto con Azazel, accettando di farsi sigillare in un Sacred Gear Artificiale per aiutare il governatore degli Angeli Caduti nella sua ricerca, ma all'annullamento del contratto ne stipulò uno con Asia. A dispetto della sua perversione, che lo ha reso motivo di imbarazzo per tutti i Draghi, Fafnir è dotato di poteri straordinari. Ha una forza fisica immensa, può sputare un'aura dorata dalla bocca capace di negare i poteri altrui e che può anche fungere da barriera. Asia la sfrutta in combinazione col suo Balance Breaker per negare ogni attacco mentre cura ogni persona nel suo raggio d'azione. Fafnir può evocare dalla sua bocca tutti i tesori che ha collezionato nel corso della vita, oggetti rarissimi capaci di uccidere Demoni di Alta Classe e ferire seriamente quelli di Classe Suprema. È anche un esperto di magie e incantesimi proibiti e può trasformare il suo spirito in una potente maledizione che viene scagliata sui suoi nemici, i quali vengono tormentati in eterno nei loro sogni fino ad impazzire e morire. Fafnir, a dispetto della sua perversione, è molto legato ad Asia, infatti quando viene ferita da Rizevim Lucifer va addirittura in modalità Outrage e riesce a strappargli un braccio e poi ad ucciderlo con un morso. Nello Shin DXD 2 durante la partita fra la squadra di Issei e quella di Rias Fafnir usa nuovamente la modalità Outrage per difendere Asia da Crom Cruach. Fafnir non riesce a sopraffare il drago malvagio che si dimostra troppo forte anche per la modalità Outrage, Fafnir tuttavia seppur ormai sull'orlo della sconfitta riesce ad azzannare un braccio di Crom Cruach rompendoglielo, questa ultima dimostrazione di forza e determinazione è piaciuta molto a Crom Cruach che ha reagito al morso di Fafnir complimentandosi con esso prima di farlo ritirare per poi definire il suo braccio rotto come una ferita onorevole inflitta da un Re Drago.
Yu-Long
Yu-Long ha l'aspetto di un drago verde orientale, appartenente al racconto Viaggio in Occidente. Spesso in compagnia di Sun Wukong, è un drago pigro che ama mangiare, sebbene non sia pigro quanto Midgardsormr. Dotato di una forza eccezionale, è in grado di trasformarsi per cambiare aspetto (ad esempio in un cavallo) e può sputare fiamme di incredibile potenza.
Midgardsormr
Midgardsormr è di gran lunga il drago più grande che esista al mondo, ha l'aspetto di un drago grigio orientale lungo tra i 500 e i 600 metri. È anche il drago più pigro, dal momento che se ne rimane sul fondo dell'oceano in attesa del Ragnarok e non fa altro che dormire, con quasi pressoché totale disinteresse verso qualsiasi altra cosa.
Vritra
Vritra, quando era ancora in carne ed ossa, aveva l'aspetto di un drago nero orientale con occhi viola. Dopo essere stato distrutto dal Dio Indra, la sua anima venne frammentata in diversi Sacred Gear. Attualmente di essi se ne conoscono solo quattro, tutti in possesso di Saji. Vritra è stato definito il più debole tra i Re Drago per potenza pura, ma in termini di versatilità è il più pericoloso, avendo molti poteri diversi. Vritra è un drago saggio ed educato, ma è stato anche definito malvagio. Non avendo mai dato dimostrazione di ciò finora, si può presumere che fosse malvagio prima che la sua anima venisse frantumata dopo la morte contro Indra. In ogni caso è sempre stato considerato un Re Drago e non uno dei Draghi Malvagi a causa della potenza e della malvagità assai inferiore rispetto a quelle di quel genere di draghi.
Tiamat
Tiamat ha l'aspetto di un drago occidentale blu. È l'unica femmina tra i Re Draghi ed è anche la più potente dei cinque. Tiamat dispone di una potenza tale da essere considerata al livello dei 4 Re Demoni e ha anche la capacità di assumere forma umana, nei quali appare come una bellissima donna dai capelli blu. Tiamat, grazie alla sua capacità di assumere forma umana, è solita vivere anche nel mondo terrestre in tranquillità. Avendo un debito nei confronti di Ajuka, funge da giudice segreto per i Rating Game e interviene solo in occasioni molto particolari in cui le regole sono severamente compromesse dai partecipanti. Tiamat odia Ddraig perché prese in prestito il suo tesoro per diventare più potente durante lo scontro con Albion, ma perse il tesoro, che si sparse in giro per il mondo. Tiamat esige che le venga restituito, minacciando Ddraig, ma quando Issei commette l'errore di mettersi in mezzo nella discussione, Tiamat se la prende anche con lui affermando che, se in caso di vittoria dell'Azazel Cup non avessero chiesto di fare in modo che il tesoro tornasse a Tiamat, li avrebbe ridotti entrambi in cenere.
Ex Re Drago
Tannin
Tannin è un possente Drago occidentale color porpora e alto circa 15 metri (nell'anime e nel manga, invece, viene presentato come un drago dotato di armatura e capace di stare su due zampe, sebbene nella Light Novel sia fatto intendere che abbia l'aspetto di un normale drago occidentale). Tannin era uno dei sei Re Draghi, ma perse questo titolo quando venne reincarnato in un Demone da Mephisto Pheles, un potente Demone purosangue, molti anni addietro. Tannin si fece reincarnare con il pezzo Regina di Mephisto Pheles per due ragioni: partecipare ai Rating Game; per le Mele del Drago, un frutto speciale e vitale per la sua razza di draghi che, a causa di variazioni climatiche, smise di crescere nel mondo umano. Per salvarli, Tannin partecipò ai Rating Game e, in breve tempo, divenne un Demone di Classe Suprema, cosa che gli permise di ottenere il diritto di scegliersi un territorio come suo dominio e scelse proprio quello dove crescevano le Mele del Drago. In questo modo Tannin poté condurre all'Inferno tutti i Draghi che necessitavano dei frutti, salvandoli. Tannin ora si occupa di allenare anche i giovani Draghi, motivo per cui partecipa molto di rado ai Rating Game. Si preoccupa molto dei suoi compagni, è un guerriero e non sopporta le persone pigre, è molto severo, ma anche buono, rispettoso e un leader giusto. Tannin aiutò Issei allenandolo senza sosta per un mese, in modo da aiutarlo a raggiungere il Balance Breaker, e dà il suo supporto al gruppo in altre situazioni. A un certo punto chiede al gruppo Gremory di prendersi cura dell'uovo di uno Spectre Dragon, un tipo di drago molto raro, dal momento che l'aria degli Inferi non è adeguata al suo sviluppo. Tannin è un Re Drago dotato di enormi poteri, la sua forza è al livello dei 4 Re Demoni, e le sue fiamme sono tanto potenti che, alla massima potenza, si dice abbiano la stessa forza di un meteorite. Tannin è anche capace di cambiare taglia, diventando piccolo quanto un cucciolo appena nato, cosa che gli permette di entrare in spazi stretti. Tannin è anche padre e ha diversi figli. Il suo terzogenito, nonché il più promettente dei figli, Bova Tannin, giovane ma già alto dieci metri circa, ammira Issei e vuole diventare un suo sottoposto, tanto da fungere come membro del suo team nell'Azazel Cup.

### Draghi Malvagi
I Draghi Malvagi sono una categoria ristretta di sette draghi famosi per la loro crudeltà, ferocia e potenza. Dotati di un potere superiore a quello dei Re Draghi, ma inferiore a quello dei Draghi Celesti. La loro smania per la battaglia è tale da far desiderare loro la distruzione totale, persino di loro stessi e grazie alla loro follia dispongono di una resistenza fisica e mentale eccezionale. A causa della loro ossessione per la guerra, sono persino in grado di tornare in vita da soli se anche una sola parte della loro anima sopravvive. Tale processo, tuttavia, richiede diversi secoli di tempo. I Draghi Malvagi erano ritenuti estinti, ma vengono resuscitati da Rizevim Livan Lucifer con l'utilizzo del Santo Graal di Valerie Tepes, con l'eccezione di Crom Cruach, che era invece sopravvissuto.
Crom Cruach
Crom Cruah è conosciuto come il più potente e spietato dei Draghi Malvagi. Crom Cruah fu l'unico dei sette a non essere ucciso e decise di passare il tempo allenandosi tra il mondo umano e gli inferi. Ad un certo punto incontrò Rizevim Livan Lucifer e si alleò con lui nella speranza di trovare rivali forti. Stanco dei metodi di Khaos Brigade, lascia l'organizzazione e si dedica alla ricerca di nuovi rivali, desiderando affrontare Vali, Issei e, se possibile, Ophis. Crom Cruah, avendo passato secoli e secoli ad allenarsi, ha ottenuto un potere che supera quello di un Drago Celeste. È in grado di assumere una forma umana, ma a suo dire la sua forza non cambia in forma di drago. Diversamente dagli altri Draghi Malvagi, Crom Cruach è molto calmo e possiede un ottimo autocontrollo. Ha anche molto orgoglio come drago e combattente e odia battersi slealmente. Si suppone che sia cambiato grazie al fatto di non essere morto e di aver assistito ai cambiamenti del mondo, sia umano che soprannaturale. Da nemico diventa poi alleato di Issei e degli altri e, per combattere avversari potenti, decide di entrare nel team di Rias per l'Azazel Cup prendendo il posto di Pedone lasciato libero da Issei per il torneo. Nel Volume 24 la squadra di Rias ha affrontato quella di Vali e in questa occasione Crom Cruach ha potuto affrontare Vali che ha usato la forma Diablous Dragon Lucifer. Vali aveva il vantaggio in termini di velocità, ma Crom Cruach grazie alla sua enorme esperienza è riuscito comunque a colpire Vali attraverso la propria intuizione e ad avere un combattimento abbastanza equilibrato che non ha avuto un vincitore a causa del fatto che Rias ha dovuto arrendersi causando la sconfitta della propria squadra in favore di quella di Vali. In seguito nello Shin DXD 2 durante la partita fra la squadra di Issei e quella di Rias Crom Cruach ha affrontato Ddraig in una lotta che è stata narrata nel Volume Shin DXD 3. Nonostante Crom Cruach avesse un braccio rotto da un suo precedente scontro con Fafnir ha dimostrato di essere superiore a Ddraig in forza fisica nonostante Ddraig stesse usando Boost per aumentare il proprio potere, i 2 draghi in seguito cercheranno di colpirsi a vicenda con l'alito di fuoco, l'alito di fuoco di Ddraig stava per essere sopraffatto da quello di Crom Cruach e così Ddraig dovete iniziare ad usare l'abilità Penetrate per tenere testa a Crom Cruach per tutto il resto della loro battaglia che come quella con Vali si concluse senza un vincitore a causa del fatto che Issei ha fatto ritirare Rias facendo vincere la propria squadra.
Azi Dahaka
Azi Dahaka è uno dei draghi resuscitati da Rizevim Livan Lucifer, o meglio dire liberato visto che fu sigillato dagli dèi dello zoroastrismo dopo un'epica battaglia. È un enorme drago con tre teste e sei ali, ognuna delle quali si esprime in modo diverso ma con frasi dal medesimo significato. È molto bravo ad insultare gli altri e parla in modo infantile, tuttavia è molto scaltro. Smanioso di combattere, tradisce Rizevim insieme ad Apophis e dichiara guerra al DxD, assalendo col Trihexa e i Draghi Malvagi di serie molte mitologie, provocando danni immensi. Aži Dahāka combatte infine contro Vali Lucifer che, dopo una durissima battaglia, riesce ad ucciderlo dopo aver liberato la forma Diabolos Dragon Lucifer. Aži Dahāka, malgrado la sua crudeltà e ferocia, nutre un notevole orgoglio di drago e non vuole vincere usando sotterfugi, dimostrando rispetto per il desiderio di Vali di proteggere i suoi compagni dicendo anche che è questo sentimento a renderlo più forte. Dopo essere stato sconfitto da Vali, promette che un giorno tornerà in vita per affrontarlo nuovamente. Aži Dahāka, dopo essere stato resuscitato e aver combattuto diverse volte, ha ottenuto una potenza paragonabile a quella di un Drago Celeste. Egli è inoltre il drago più potente quando si tratta di magia, infatti conosce oltre mille magie molto potenti, ed è in grado di attivarne molte, anche proibite, simultaneamente senza fatica e di superare senza alcun problema il livello dei poteri di un Super Demone come Rizevim Livan Lucifer.
Apophis
Apophis è uno dei draghi resuscitati da Rizevim Livan Lucifer. È un enorme drago orientale molto lungo, tanto da superare il Grande Rosso ed è il secondo drago al mondo per grandezza dopo Midgardsormr. Sa anche assumere una forma umana. Apophis è molto educato e rispettoso, nonostante la sua smania per la lotta. Tradisce Rizevim insieme ad Aži Dahāka e dichiara guerra al DxD, assalendo col Trihexa e i Draghi Malvagi di serie molte mitologie, provocando danni immensi. Apophis combatte infine contro Issei che, dopo una durissima battaglia, riesce ad ucciderlo con la forma Diabolos Dragon God. Apophis, malgrado la sua crudeltà e ferocia, nutre un notevole orgoglio di drago e non vuole vincere usando sotterfugi. Afferma anche di aver voluto combattere con Issei perché desiderava, in caso di sconfitta, perire per mano di un valoroso eroe, cosa che porta Issei a rispettarlo come rivale. Dopo essere stato sconfitto da Issei, promette che un giorno tornerà in vita per affrontarlo nuovamente. Apophis, dopo essere stato resuscitato e aver combattuto diverse volte, ha ottenuto una potenza paragonabile a quella di un Drago Celeste. Possiede elevatissimi poteri d'ombra e di oscurità, tanto da poter dissolvere un nemico solo toccandolo con essa, e riuscendo anche a creare proiettili e armi fatti di tale oscurità. È anche in grado di generare un'acqua nera capace di dissolvere tutto ciò che la sfiora, danneggiando persino creature di livello divino.
Grendel
Grendel è uno dei draghi resuscitati da Rizevim Livan Lucifer. In passato venne ucciso dall'eroe Beowulf. Grendel è un grosso drago occidentale, che però, a differenza di tutti gli altri draghi, combatte eretto su due zampe anziché quattro (nella light novel è l'unico drago con questa caratteristica, mentre nell'anime e nel manga è propria anche di Tannin). Probabilmente il più psicotico e folle dei Draghi Malvagi, Grendel adora combattere al di sopra di ogni altra cosa, senza curarsi di onore o lealtà nei combattimenti. Sembra essere anche un sadomasochista, poiché gli piace prova piacere sia quando viene ferito sia quando tortura sadicamente gli altri, anche innocenti e non solo avversari. Infatti il suo piacere non viene solo dal combattere potenti avversari, ma anche nell'uccidere chiunque incontri, compresi i bambini. Affronta due volte il gruppo Gremory, venendo infine sconfitto da Sairaorg e Issei e poi sigillato da Koneko che, usando il suo senjutsu, chiude la sua anima in una delle gemme prese dall'armatura di Issei, in modo che non possa essere più resuscitato, e lo porta in Paradiso, dove possa essere tenuto prigioniero in eterno. La potenza di Grendel risiede soprattutto nella forza fisica e in una resistenza a dir poco anormale che gli permette di continuare a combattere persino se il suo corpo è quasi interamente disintegrato. Per riuscire a danneggiarlo è necessaria una straordinaria potenza di fuoco o una forza fisica eccezionale.
Ladon
Ladon è uno dei draghi resuscitati da Rizevim Livan Lucifer. In passato venne ucciso da Èracle. Ladon ha l'aspetto di un drago e di un albero fusi. Ladon va molto fiero del suo potere di generare barriere dalla straordinaria efficacia e ama testarle in battaglia contro nemici potenti. Affronta in Paradiso Cao Cao e alcuni membri del gruppo Gremory, venendo sconfitto e la sua anima sigillata da Koneko in una gemma proveniente dall'armatura di Issei, per poi essere portato in Paradiso, dove viene tenuto prigioniero. Ladon dispone della capacità di creare barriere dalla potenza eccezionale, tanto che è stato necessario il Vero Longinus per riuscire a danneggiarle. Le sue tecniche gli consentono persino di sigillare i poteri altrui, come quando impedì a Rias di creare l'Extinguished Star.
Yamata no Orochi
Yamata no Orochi è uno dei draghi resuscitati da Rizevim Livan Lucifer, ma a differenza degli altri la sua anima venne divisa in due: una venne sigillata nella spada sacra Ame no Murakumo no Tsurugi mentre l'altra venne affidata a Walburga. Il suo aspetto originale è quello di un drago serpentiforme con otto teste. Masaomi Yaegaki usa la spada con metà della sua anima per rendere la lama velenosa e combatte contro Issei, Xenovia ed Irina. La spada viene spezzata e, grazie al potere della spada sacra Hauteclere di Irina, la sua anima essa viene purificata e fatta quindi sparire nel nulla. L'altra metà dell'anima viene usata da Walburga in combinazione col suo Balance Breaker, che gli fa assumere una forma simile a quella originale, con cui mette in grande difficoltà il team DxD, venendo però infine ucciso. Le capacità principali di questo drago risiedono nella capacità di rigenerare immediatamente le teste se vengono mozzate e di secernere un veleno così potente da colpire anche l'anima della vittima se non viene curato immediatamente. Il Paradiso è riuscito a trovare una cura per questo veleno.
Niðhöggr
Niðhöggr è uno dei draghi malvagi, ma non si sa se sia stato resuscitato o se sia tornato in vita da solo. Niðhöggr compare come alleato di Rizevim Livan Lucifer, entrando di nascosto nella residenza di Issei e, usando i genitori di lui come ostaggio per non farla reagire, picchia ferocemente Ophis nel tentativo di ucciderla. L'arrivo di Crom Cruach, però, lo spinge alla fuga. In seguito affronta nuovamente il team di Rias, venendo ripetutamente colpito e respinto, soprattutto da un rancoroso Issei. Nonostante le lacrime di fenice, Niðhöggr viene nuovamente abbattuto quando arriva Crom Cruach, che lo picchia selvaggiamente. Niðhöggr viene infine intimidito da Crom Cruach che, disgustato dalla sua assoluta mancanza di orgoglio e di lealtà, lo minaccia di ucciderlo ogni volta che fosse tornato in vita nei modi più spietati possibili, tanto che il terrore fa svanire nel nulla la coscienza di Niðhöggr, che muore per la paura. Niðhöggr è un enorme codardo e privo di scrupoli, oltre che cannibale, infatti desiderava mangiare anche un uovo di drago. La sua avidità è inestinguibile e senza fondo. Forse il più debole tra i Draghi Malvagi, Niðhöggr ha poteri magici e la capacità di creare nubi corrosive, ma la sua incommensurabile avidità gli permette persino di resuscitarsi da solo con la forza di volontà molto più agevolmente degli altri Draghi Malvagi che impiegano secoli per tornare dalla morte.

### Draghi Celestiali
I Draghi Celestiali, o Draghi Celesti, sono una categoria di Draghi estremamente potenti, molto superiori ai Re Draghi e ai Draghi Malvagi. Solo due Draghi fanno parte di tale categoria: Ddraig e Albion. Sebbene tra i Draghi Malvagi sembra che Crom Cruach abbia acquisito prima un potere pari al loro e poi anche superiore, egli rimane comunque nella categoria dei Draghi Malvagi e non un Drago Celeste. I Draghi Celesti, quando erano ancora in carne ed ossa, erano considerati tra le 10 creature più potenti al mondo e poche erano le divinità e le creature in grado di rivaleggiare con loro o superarli. Ddraig e Albion, durante la Grande Guerra tra le Tre Grandi Potenze, iniziarono una selvaggia lotta l'uno contro l'altro che scatenò un tale cataclisma da impedire la continuazione della guerra e le Tre Grandi Potenze furono costrette ad allearsi per poterli fermare. Vennero così uccisi e sigillati in due Sacred Gear ma, tramite i loro possessori, continuarono a combattersi attraverso i secoli.
Ddraig
Ddraig aveva l'aspetto di un drago rosso occidentale con gli occhi verdi. Noto come Drago Rosso Imperatore, disponeva di poteri eccezionali, non inferiori a quelle degli dèi. Ddraig è un drago combattivo, ma non è cattivo e ha sempre avuto buoni rapporti con i suoi possessori da quando venne sigillato nel Boosted Gear. Ddraig disponeva di diversi e incredibili poteri da vivente, ma come Sacred Gear alcune sue capacità sono state sigillate, sebbene Issei e Vali abbiano iniziato a scoprire i poteri di Ddraig e Albion grazie alla loro riconciliazione e alle loro peculiarità uniche. La sua tecnica mortale più potente era un fuoco così intenso da ridurre in cenere qualsiasi cosa, impossibile da estinguere una volta generato, persino l'anima della vittima. Anche per gli dèi questo attacco è mortale. Gli unici immuni da tale potere sono il Grande Rosso, Ophis e Albion. Dopo aver iniziato il suo scontro con Albion, Ddraig sigillò inconsciamente questa capacità, in quanto inutile. Un altro suo potere peculiare è il Penetrate, una capacità che gli consente di superare qualsiasi forma di difesa, in modo da colpire sempre il bersaglio con i suoi attacchi. Questa capacità venne sigillata dopo che venne rinchiuso nel Boosted Gear, ma viene risvegliata da Issei. Durante lo scontro con Albion, inoltre, Ddraig ha sviluppato il potere caratteristico base che contraddistinguerà il Boosted Gear: la capacità di raddoppiare il suo potere in continuazione e di trasferirlo ad altri. A partire dal Volume 25 Issei, dopo aver ricevuto da Indra la bevanda miracolosa, è in grado di evocare Ddraig usando la forma Pseudo Dragon Defication, fino ad ora Ddraig è stato dimostrato che Ddraig può uscire dal Boosted Gear solo dopo che un particolare conto alla rovescia che appare come un 8 sul Boosted Gear di Issei raggiunge. Grazie a questo Ddraig è stato in grado di aiutare Issei sia nell'Azazel Cup che nella lotta contro alcuni dei alleati di Hades. Nel Volume 25 durante una partita tra la squadra di Issei e quella di Typhoon (composte principalmente da dei e mostri provenienti dalla mitologia greca e nordica) dà prova del suo potere infliggendo un duro colpo a Typhoon con il suo alito di fuoco per poi sopraffare Apollo usando la sua aura di drago potenziato sia con Boost e Penetrate per abbattere le sue difese magiche e andare infine a causare il ritiro di Typhoon portando la squadra di Issei alla vittoria. Nello Shin DXD 2 durante la partita fra la squadra Issei e quella di Rias Draig affronta Crom Cruach. Crom Cruach si mostra superiore a Ddraig per quel che riguarda il potere grezzo e le abilità offensive tipiche dei draghi con Ddraig che ha dovuto usare la propria esperienza nel migliorare i suoi attacchi con l'abilità Penetrate per poter riuscire ad evitare di essere completamente sopraffatto, dando vita ad una lotta fra draghi brutale ed incerta. Lo scontro fra il Drago Celeste e il Drago Malvagio Più Forte termine senza un vero vincitore poiche la squadra di Issei ha vinto grazie ad Issei che sconfitto Rias.
Albion
Albion aveva l'aspetto di un drago bianco occidentale con gli occhi blu. Noto come Drago Bianco Imperatore, disponeva di poteri eccezionali, non inferiori a quelle degli dèi. Albion è un drago combattivo, ma non è cattivo e ha sempre avuto buoni rapporti con i suoi possessori da quando venne sigillato nel Divine Dividing. Albion disponeva di diversi e incredibili poteri da vivente, ma come Sacred Gear alcune sue capacità sono state sigillate, sebbene Issei e Vali abbiano iniziato a scoprire i poteri di Ddraig ed Albion grazie alla loro riconciliazione e alle loro peculiarità uniche. La sua tecnica mortale più potente era la capacità di secernere un veleno così potente da ridurre progressivamente l'esistenza di qualsiasi essere vivente colpisca fino ad ucciderla, persino l'anima della vittima viene ridotta di continuo fino a cessare di esistere. Anche per gli dèi questo attacco è mortale. Gli unici immuni da tale potere sono il Grande Rosso, Ophis e Ddraig. Dopo aver iniziato il suo scontro con Ddraig, Albion sigillò inconsciamente questa capacità, in quanto inutile. Un altro suo potere peculiare è il Reflect, una capacità che gli consente di riflettere qualsiasi attacco, purché Albion (e poi Vali come suo possessore), usi un potere sufficiente per poterlo fare. Questa capacità venne sigillata dopo che venne rinchiuso nel Divine Dividing, ma viene risvegliata da Issei prima e da Vali poi. Durante lo scontro con Ddraig, inoltre, Albion ha sviluppato il potere caratteristico base che contraddistinguerà il Divine Dividing: la capacità di dividere in continuazione il potere del suo avversario dopo un singolo colpo e di trasferire quell'energia a se stesso. Albion ha anche un ulteriore potere chiamato Half Dimension, il quale gli consente di dimezzare progressivamente le dimensioni di tutto ciò che colpisce. Nel Volume Shin DXD 4 Vali rivela che usando la forma Diablous Dragon Lucifer è in grado di evocare Albion grazie a un particolare canto.

### Dio Drago
Il Dio Drago è uno solo ed è noto come Ophis, divinità dotata di un potere immenso, che rivaleggia con quello del Grande Rosso e che, prima di subire il furto di parte del suo potere, che poi si manifesta come una sua copia di nome Lilith, era considerata la creatura più potente di tutte insieme al Grande Rosso. Si dice che sia stata generata dal nulla dell'Infinito.
Ophis
Ophis è una ragazza, conosciuta anche come Dio Drago, Dio Drago Infinito o Drago Uroboro. Infatti la sua natura è quella di un drago ma, diversamente da tutti gli altri, le sue sembianze naturali sono umane, perciò è ritenuta un drago umanoide. Il suo aspetto è quello di una Gothic Lolita, molto carina, capelli neri, occhi grigi, orecchie a punta, unico tratto che la distingue dagli umani. Il suo sesso originario sembra sconosciuto, ma per lei non fa differenza essere maschio o femmina. Non mostra praticamente mai alcuna emozione, se non, con il passare del tempo, una certa vicinanza ad Irina, Asia ed Issei. Il suo unico sentimento ampiamente mostrato è il suo astio verso il Grande Rosso. La ragione di questo sentimento è il fatto che Ophis, un tempo, vivesse da sola nel vuoto dimensionale che, ad un certo punto, ha lasciato per vivere sulla Terra. Quando decise di tornare, però, scoprì che il Grande Rosso aveva occupato tale spazio dimensionale, e, visto che lei lo ritiene casa sua, decise di dover uccidere il Grande Rosso per poter riprendere possesso del suo mondo. A questo scopo ha fondato Khaos Brigade, ma in realtà è il capo solo in apparenza, poiché collabora con loro solo perché le hanno promesso di aiutarla a liberarsi del Grande Rosso. Issei, infatti, la definisce un Drago onesto e puro, ma anche ingenuo. Abbandonerà poi il gruppo quando si rende conto che Khaos Brigade la stava solo usando. Aiuta Ddraig a salvare l'anima di Issei dal veleno di Samael, dopodiché si allea con l'odiato Grande Rosso per ricostruire il corpo del giovane, stabilizzando la sua anima nel nuovo corpo fatto dalla carne del Vero Drago. Dopo questo evento, Ophis viene invitata da Issei a seguirla di nuovo nel mondo, perché sono amici, così Ophis lascia il suo spazio dimensionale. Ophis va poi a vivere, invitata da Azazel, a casa di Issei, dove passa il tempo a studiare come si comporta quest'ultimo e le ragazze che lo circondano.
Ophis è dotata di un potere travolgente: le sue vere capacità superano di parecchio quelle dei Due Draghi Celesti combinati. Dopo la morte di Rizevim, Ophis conosce Lilith, la sua "metà" che le venne tolta da Khaos Brigade. Quando era dotata di tutti i suoi poteri si mostrava sempre impassibile. Nemmeno quando venne perforata dal Vero Longinus, l'arma capace di uccidere Dio, non provò dolore e non perse neanche sangue, come se nulla fosse accaduto. Stando a ciò che dice Cao Cao, Ophis avrebbe potuto ucciderlo in quell'istante con estrema facilità, ma non fece proprio nulla, perché per lei non rappresentava il benché minimo pericolo. La fazione Eroi di Khaos Brigade usa Samael per cercare di sottrarle il potere, in modo da creare un nuovo Ophis docile ed obbediente, ma riescono a privarla solo di un quarto della sua forza. Ophis, dopo questa privazione, afferma di essere diventata debole perché la sua forza è "soltanto doppia rispetto a quella dei Due Draghi Celesti messi insieme quando erano ancora in vita". Ophis ha la capacità di manifestare il proprio potere sotto forma di serpenti, principalmente di due tipi: il primo incrementa terribilmente il potere di una persona; il secondo permette di rilasciare il pieno potenziale di un Sacred Gear, consentendo anche di attivare molto più velocemente il Balance Breaker. Quest'ultimo potere, però, è molto pericoloso perché potrebbe persino distruggere il Sacred Gear e ucciderne il padrone. Ophis ha la capacità di rilasciare un'immensa quantità di potere distruttivo, ma, da quando i suoi poteri sono stati ridotti da Samael, non è in grado di controllarlo adeguatamente. Ophis può anche "benedire" le persone, sembra che ciò avvenga quando si lega ad una persona o le piaccia in modo particolare, magari con un abbraccio come dimostrazione di tale affetto. Queste benedizioni non sembrano avere effetti negativi e hanno proprietà eccezionali. Nel caso di Asia, ad esempio, ha aumentato la sua compatibilità con i draghi. Nel caso di Irina, invece, ha incrementato la sua fortuna. Attraverso una sua benedizione, inoltre, Vali e Issei hanno sbloccato una parte latente del potere dei loro draghi.

### Vero Drago
Il "Vero Drago" è la creatura più potente del mondo e a tale categoria appartiene solo un drago: il Grande Rosso. Si dice che sia stato generato dalle illusioni dei Sogni. Il suo potere è all'opposto di quello di Ophis, il Dio Drago, e ciò appare evidente quando i due creano un nuovo corpo per Issei e la forza vitale di quest'ultimo, di conseguenza, abbia fasi in cui diventa infinita a momenti in cui scende quasi a zero.
Grande Rosso
Grande Rosso, noto anche come Vero Dio Drago Rosso Imperatore, Drago dell'Apocalisse, o Drago dei Draghi (DxD), è il terzo drago più grande che esista, ma anche il più forte, nonché la creatura più potente che esista al mondo, superiore a qualsiasi altro drago, divinità e creatura vivente. È un drago occidentale alto circa un centinaio di metri, rosso, con occhi dorati, un grosso corno sul muso e due imponenti ali. Non si sa molto del Grande Rosso prima che occupasse il vuoto dimensionale dopo che Ophis lo lasciò per esplorare il mondo, ma da allora vaga in eterno nel vuoto pensando agli affari propri. Il Grande Rosso, curiosamente, pur avendo la nomenclatura di divinità tra i suoi soprannomi, sarebbe possibile da reincarnare in Demone tramite gli Evil Piece, ma essendo la creatura più potente del mondo è assolutamente impossibile che qualcuno sia in grado di farlo.
Il Grande Rosso, una volta, venne sfidato in combattimento da Tannin, ma lo ignorò perché fin troppo inferiore. Se Ophis viene identificata con l'Infinito, Il Grande Rosso è identificato con il Sogno. È in grado di entrare nei pensieri delle persone e di trasformare i sogni in realtà. L'unica creatura, insieme ad Ophis quando era al suo pieno potere, in grado di rivaleggiare con la sua colossale potenza è il 666 (o Trihexa). Il Grande Rosso ha consentito ad Ophis di utilizzare parte della sua carne per creare un nuovo corpo per Issei dopo che quest'ultimo viene ucciso dal veleno di Samael. In seguito presta una parte del suo potere ad Issei per aiutarlo a sconfiggere i mostri creati dall'Annihilation Maker, facendolo diventare colossale e capace di disintegrare tutti i suoi nemici come niente fosse fino all'esaurimento del potere a lui prestato. Il Grande Rosso è il supremo avversario che Vali mira a sconfiggere e superare.
Il Grande Rosso viene infine annientato da Regalzeva, una delle divinità malvagie più potenti dell'universo ExE, il quale lo ha facilmente ucciso e decapitato in quanto il Grande Rosso nello spazio dimensionale faceva da guardiano all'universo DxD.

## Angeli Caduti

### Grigori
I Grigori (Gurigori, ἐγρήγοροι) è un'organizzazione creata dagli Angeli Caduti. I membri includono gli esseri umani esiliati dalla Chiesa e dei detentori di Sacred Gear. I leader dei Grigori sono Azazel, Shemhazai, Armaros, Baraqiel, Tamiel, Penemue, Kokabiel e Sariel. Come i Demoni, vivono principalmente negli Inferi.
Azazel
Azazel è uno dei tre grandi leader delle tre fazioni, governatore degli angeli caduti, dotato di 12 ali nere e di un potere straordinario. Nonostante sia leader degli angeli caduti, non ha alcun interesse a iniziare una guerra. Vuole soltanto la pace, e, per questo, intende andare d'accordo con i leader dei Demoni e degli Angeli, cioè il fratello maggiore di Rias e l'arcangelo Michele. Dopo il tradimento di Vali Lucifer, decide di cooperare con le altre due forze, ogni angelo caduto a lui fedele si stabilisce nell'inferno insieme ai demoni, per vivere pacificamente e rafforzare entrambe le due fazioni da attacchi nemici, mentre gli angeli rimangono, ovviamente, in paradiso a organizzare le proprie forze, sempre in cooperazione con angeli caduti e demoni. Azazel è un grandissimo appassionato e conoscitore dei Sacred Gear, e, in seguito al tradimento di Vali, entra nel club come allenatore per tutti i membri, in modo da prepararli a combattere. Si scopre che la ragione per cui divenne un angelo caduto è stato l'aver ceduto alla tentazione e aver fatto sesso con delle ragazze umane, da quel momento in poi ha formato parecchi harem. Issei, ascoltando la sua storia, inizia a rispettarlo moltissimo e Azazel trova molto spassoso l'atteggiamento di Issei, incoraggiandolo ad impegnarsi per aumentare il quantitativo di donne per il suo harem. Azazel, quando vi sono concetti troppo difficili da comprendere per Issei, gli semplifica le cose usando il sesso come argomento di similitudine. Viene deposto dal ruolo di governatore in favore di Shemhazai per aver nascosto alle alte sfere la presenza di Ophis vicino alla servitù di Rias, a casa di Issei. Si unisce ai vari leader delle mitologie per combattere il Trihexa. In suo onore il torneo internazionale di Rating Game viene nominato Azazel Cup.
Kokabiel
Kokabiel è un Angelo Caduto, dotato di 10 ali, spietato e crudele. Non riesce ad accettare che la guerra precedente tra le tre fazioni si sia conclusa. È arrabbiato con Azazel, che non intende riprendere la guerra, ed è deciso di provocarne una seconda uccidendo Rias, Sona e i loro servi. Essendo entrambe sorelle di due dei quattro nuovi Re Demoni, avrebbe provocato la loro vendetta verso gli angeli caduti e, quindi, la ripartenza della guerra. Kokabiel viene, però, sconfitto in pochissimo tempo dall'arrivo inaspettato di Vali che, dopo averlo atterrato, lo porta da Azazel che, come punizione, lo fa congelare nei livelli più bassi dell'inferno.
Baraqiel
Baraqiel è il padre di Akeno, che lo detesta, perché fu assente quando il tempio venne attaccato e sua madre morì, assenza causata da una richiesta di Azazel, che necessitava del suo aiuto. È uno dei leader degli angeli caduti insieme ad Azazel e Shemhazai. Il rapporto conflittuale con Akeno, a cui lui tiene davvero molto, viene risolto grazie ad Issei, che riesce a riappacificare padre e figlia. Baraqiel è un angelo decaduto dotato di 10 ali (come Kokabiel). Il suo fulmine sacro, frutto dell'unione di tuono e luce, è famoso per la sua potenza, potere passato in eredità anche ad Akeno, che da lui ha ereditato anche il carattere masochista.
Ha un rapporto conflittuale con Issei all'inizio a causa di un malinteso dovuto al soprannome di Issei ma, dopo aver capito l'errore di comprensione e aver visto quanto lui tenga alla figlia e la protegga, lo approva e va d'accordo con lui. Dopo che Azazel viene privato del titolo di governatore degli Angeli Caduti, viene scelto come vice di Shemhazai, nuovo governatore. Durante gli International Rating Game il suo team affronta quello di Issei e, dopo averlo messo in difficoltà, viene travolto dalla grande potenza di fuoco di Issei e dei suoi compagni. Subito dopo la vittoria Issei si fidanza con Akeno, cosa che gli fa guadagnare l'approvazione di Baraqiel.
Balba Galilei
Balba Galilei (バルパー?, Barupā Garirei) è un umano che lavora per Kokabiel. È il responsabile del Progetto Sacra Spada, soprannominato "L'Arcivescovo del Massacro" (皆殺しの大司教?). È estremamente affascinato dalle Spade Sacre, specie la Excalibur. Inventò il metodo di estrazione dell'attributo luce, ma ritenendo i bambini, tra cui Yuto, inutili una volta completata l'estrazione, li fece uccidere con del veleno. A causa di ciò, fu scomunicato dalla Chiesa e si schierò con gli Angeli Caduti per avere la sua vendetta nei confronti della Chiesa. Dopo aver visto il Balance Breaker di Kiba, capisce che Dio è morto e viene ucciso da Kokabiel.

### Altri Angeli Caduti
Raynare
Yuma Amano (天野夕麻?, Amano Yuma), il cui vero nome è Raynare, è una studentessa di scuola superiore che, una volta, dopo aver confessato il suo amore a Issei Hyōdō, ne diventa la fidanzata. Dopo il loro primo appuntamento, tuttavia, Yuma rivela ad Issei la sua vera identità e intenzione: uccidere il ragazzo per via del suo Sacred Gear. Dopo averlo ferito mortalmente con la sua lancia di luce lo abbandona in fin di vita. Ritorna e, dopo aver umiliato Issei, porta alla morte Asia per sottrarle il Sacred Gear, ci riesce, ma viene poi sconfitta dallo stesso Issei. Riprende le sembianze di Yuma per commuovere Issei e convincerlo a risparmiarla, ma Issei, dopo averla guardata un'ultima volta, chiede a Rias di disintegrarla completamente, e di lei rimane solo una nuvola di piume nere. Azazel spiega che la sua missione era solo controllare Issei da lontano, ma ella decise di agire per conto proprio.
Tobio Ikuse
Tobio Ikuse (いくせ とびお?, Ikuse Tobio) è un ragazzo un po' più grande di Issei che possiede il Longinus "Canis Lycaon" (黒刃の狗神?, Keinesu Ryukaon, lett. "Il dio di cani con la spada nera"). È un umano, ma lavora per gli Angeli Caduti ed è famoso col proprio alias "Slash Dog". Secondo Azazel non va d'accordo con Vali, viene rivelato in seguito che Tobio e Vali hanno vissuto insieme per un certo periodo mentre venivano cresciuti dai Grigori e che Tobio lo considera una sorta di fratello minore problematico a causa della sua smania per le battaglie, ragion per cui preferisce evitarlo. Tobio, infatti, è un ragazzo molto tranquillo e non gli piace mettersi in mostra, preferendo combattere dietro le quinte piuttosto che in prima linea. È anche un tipo piuttosto spiritoso. Tobio è dotato di un immenso potere, tanto che quando nacque attivò subito il Balance Breaker del suo Longinus, cosa che spinse sua nonna a sigillare il Longinus e a cancellargli i ricordi per la sua sicurezza, finché non incontrò i Grigori e scoprì il proprio potere. Tobio è un combattente estremamente potente nonostante sia un umano, Vali tempo fa affermò che fosse l'unico umano, oltre a Cao Cao, in grado di costringerlo ad usare il Juggernaut Drive per poterlo affrontare e persino i membri temerari del team del giovane Lucifer lo temono. Nonostante la sua giovane età, Tobio ha già acquisito il pieno controllo del suo Sacred Gear portandolo alla perfezione, cosa che gli ha consentito di sviluppare il suo Abyss Side Balance Breaker. Tobio, inoltre, è anche un discendente del clan Himejima, ciò lo rende imparentato con Akeno. Come Issei, anche Tobio ha fatto innamorare di sé diverse ragazze, tra cui Suzaku Himejima, la cugina di Akeno. Il suo alias deriva da uno dei lavori precedenti di Ishibumi, SLASH/DOG.

## Vampiri
I Vampiri sono creature dell'oscurità molto antiche che risiedono nel mondo umano. Sono una razza ancor più elitaria dei Demoni, infatti trattano dall'alto in basso qualsiasi altra specie, anche i dampiri. Secoli prima, ci fu uno scisma all'interno della comunità dei vampiri riguardo alla scelta su chi fosse il progenitore originale della loro specie, se maschio o una femmina. Ciò portò alla creazione di due fazioni: i Tepes, dominata soprattutto da uomini, e i Carmilla, dominata soprattutto da donne. L'aristocrazia vampiresca è colma di arroganza, al punto che a nessun nobile importa minimamente del benessere dei propri servitori, inoltre a chi ha un vampiro originariamente umano (trasformato tramite morso) nella propria famiglia oppure discendente da uno di essi è precluso ogni titolo nobiliare e viene considerato un vampiro di classe infima. Dopo che, a causa di Rizevim Livan Lucifer, molti vampiri muoiono e il paese quasi completamente distrutto, le due fazioni hanno messo da parte le loro divergenze e le attitudini discriminatorie per il bene superiore della loro specie.
I Vampiri generalmente hanno occhi rossi, canini acuminati e pelle pallida simile a quella dei cadaveri, i loro volti sembrano simili a quelli delle bambole di porcellana. I vampiri purosangue non hanno immagine riflessa né un'ombra. Hanno dimostrato la capacità di controllare i pipistrelli e trasformarsi in uno stormo di essi. La loro stessa presenza provoca una fredda aura intorno a loro, sono in grado di creare e manipolare la nebbia, spesso per nascondersi, creare barriere o cercare i nemici. I vampiri di alto livello possono crearne abbastanza da ricoprire un'intera città. Sanno anche controllare le ombre e l'oscurità e sono vulnerabili alla luce del sole, che li indebolisce molto. Non possono entrare in edifici privati senza essere stati invitati, non possono attraversare l'acqua corrente e odiano l'aglio. Come i Demoni, i vampiri sono vulnerabili a oggetti legati alla Chiesa, come le croci e l'acqua santa, oltre alla luce di Angeli e Angeli Caduti. Per poter mantenere al meglio i loro poteri e curare le loro ferite devono dormire nella propria bara. Hanno anche bisogno di nutrirsi di sangue per sopravvivere e, bevendo sangue di creature speciali, possono aumentare temporaneamente il proprio potere. In quanto ai vampiri per metà appartenenti ad altre razze, i Dampiri, essi posseggono tutti i poteri basici dei vampiri e i punti deboli nel loro caso sono completamente o parzialmente ridotti, inoltre non necessitano di bere sangue per sopravvivere.
Lord Vladi
Lord Vladi è il padre di Gasper e leader del Casato dei Vladi. A differenza della maggior parte dei vampiri, non sembra discriminare le altre specie. Tuttavia, ciò non gli ha impedito di discriminare il proprio figlio. Ciò, però, non è derivato dalla natura ibrida di Gasper, ma dal terrore che ha provocato in lui e nel resto dei membri della famiglia quando, alla nascita, la madre di Gasper morì dopo aver visto il suo aspetto. Tale forma, dovuta al potere del dio malvagio Balor insito nel Sacred Gear del figlio, si rivelò talmente oscura da spingerlo ad allontanare Gasper dal casato. A dispetto di questo, però, sembra lieto di sapere che Gasper abbia trovato la felicità presso la famiglia di Rias.
Marius Tepes
Marius Tepes (マリウス・ツェペシュ?, Mariusu Tsepeshu) è il fratello maggiore di Valerie e uno di figli del quarto re del casato dei Tepes e candidato alla successione. In apparenza sembra calmo ed educato, ma in realtà è molto crudele e non si è fatto alcun problema a controllare per i propri scopi la sua sorellastra minore, Valerie, per ottenere maggior potere. Dopo l'attivazione del Longinus della sorella, Marius inizia a fare ricerche sul Santo Graal, al punto da obbligarla ad usarlo così tanto da provocarle dei danni cerebrali. Durante quel periodo contatta Rizevim Livan Lucifer, il quale lo ha aiutato nelle sue ricerche in cambio del suo aiuto per resuscitare i Draghi Malvagi. Subito dopo, Marius ha fatto un colpo di Stato insieme a molti vampiri della fazione e ha cacciato via suo padre e suo fratello. Alla fine tenta di estrarre il Santo Graal dal corpo di Valerie e, dopo esserci riuscito, diventa molto arrogante, ritenendosi invincibile grazie alle capacità rigenerative del Sacred Gear. Ciò scatena l'ira di Gasper, il quale, usando il potere del dio Balor, neutralizza i poteri del Graal e a quel punto Marius si rivela per ciò che è: un codardo. Disperato, implora pietà, ma viene divorato dall'oscurità generata dal dampiro.
Valerie Tepes
Valerie Tepes (ヴァレリー・ツェペシュ?, Varerī Tsepeshu) è una dampira, nonché migliore ed unica amica di Gasper quando ancora viveva nel territorio dei vampiri. A detta di Issei, Valerie dovrebbe avere tre o quattro anni in più di lui. Aiutò Gasper a fuggire e, poco dopo, attivò il suo Longinus. Ciò favorì l'ascesa di suo fratello che, sfruttando i suoi poteri, fece un colpo di Stato e salì al potere dando a lei il ruolo apparente di leader. Dopo essere stata costretta ad usare troppe volte il Santo Graal, Valerie finisce in uno stato fisico molto spossato e subisce forti danni cerebrali. Viene infine costretta a subire l'estrazione del Longinus da parte di suo fratello. Inaspettatamente, Valerie ha trasformato il suo Longinus in una sottospecie di Balance Breaker anche alla forma base, cosa che ha provocato la scissione del Graal in tre identiche copie dello stesso Longinus. Valerie subisce perciò l'estrazione di due Graal su tre e ciò le salva la vita, anche se finisce in coma. Dopo che il Graal preso da Marius le viene restituito, Valerie resta in coma, ma più vicina a riprendersi. Quando Vasco Strada consegna ai Gremory un pezzo del Santo Graal originale, loro glielo mettono al collo e ciò fa risvegliare Valerie, che viene portata in Giappone per stare vicino a Gasper. Va a vivere nello stesso palazzo in cui si trova l'appartamento di Kiba e Azazel pone intorno ad esso e alla casa di Issei una barriera per evitare che usasse accidentalmente i suoi poteri facendosi del male. Dopo lo scontro con i Draghi Malvagi, Valerie recupera il terzo Graal e torna in perfetta salute, così il potere del Longinus smette di influenzare negativamente la sua testa. Durante l'Azazel Cup, viene reclutata da Rias per unirsi temporaneamente al suo team per il torneo al posto di Asia, nel ruolo, quindi, di Alfiere e guaritrice, dimostrando di saper dominare il potere del suo Longinus. Utilizzandolo è stata persino in grado di ringiovanire Vasco Strada, ultranovantenne, facendolo tornare giovane.
Elmenhilde Karnstein
Elmenhilde Karnstein (エルメンヒルデ カルンスタイン?, Erumenhirude Karunsutain) è una bella vampira purosangue appartenente al casato dei Karnstein, un casato di vampiri di alto livello della fazione dei Carmilla. Ha lunghi e ondulati capelli biondo platino e gli occhi rosso scuro e la pelle molto pallida. È solita vestirsi con abiti eleganti che ricordano il periodo medievale. Elmenhilde è una classica vampira nobile, arrogante ed egoista, oltre che razzista verso i vampiri mezzosangue. Viene mandata a reclutare Gasper perché si schieri con i Carmilla nella guerra civile contro i Tepes. Rimane psicologicamente devastata quando vede il territorio dei vampiri quasi completamente distrutto dai Draghi Malvagi di serie in cui erano stati trasformati i vampiri modificati facenti parte di entrambe le fazioni. A causa di questo capisce che c'erano traditori anche nella fazione dei Carmilla e questo la sconvolge ulteriormente. Questo trauma la spinge a cambiare e a diventare una persona più gentile e tollerante, lasciandosi alle spalle gli atteggiamenti arroganti e discriminatori. Inoltre, dopo l'aiuto di Issei nel fermare i Draghi Malvagi che stavano distruggendo la sua terra, si è innamorata di lui, tanto da chiedergli di unirsi al suo team per l'Azazel Cup. Durante lo scontro col team di Dulio dimostra di essere molto abile nel controllo del suo potere di sangue, vale a dire copiare temporaneamente i poteri delle persone di cui beve il sangue. Bevendo il sangue di Ravel, infatti, ha ottenuto i suoi poteri di fuoco, facendosi spuntare delle ali di fiamme dalla schiena, e bevendo quello di Issei, da lei ritenuto delizioso, ha ottenuto la sua aura di drago. Con questa tecnica è stata capace di potenziarsi al punto da bloccare senza fatica un attacco di luce sufficientemente potente da uccidere un Demone di Classe Suprema. Va inoltre a vivere a casa di Issei.

## Yōkai
Gli yōkai sono creature del folklore giapponese, alcune con sembianze umanoidi con tratti animaleschi, altre con aspetto prevalentemente animale. Risiedono soprattutto in Giappone.
Yasaka
È una bella donna kitsune, capace di trasformarsi in una gigantesca volpe a nove code dorata capace di sputare fuoco in grado di rivaleggiare con quello di un Re Drago. È la leader degli yōkai di Kyoto e quindi ha accesso al potere che scorre lungo la città e per la stessa ragione non può allontanarsi troppo tempo dal paese. Venne manipolata dalla Fazione Eroi di Khaos Brigade con un lavaggio del cervello, ma venne salvata dal gruppo Gremory. Permette a sua figlia Kunou di vivere a casa di Issei, ma chiede a quest'ultimo di aspettare che sia cresciuta prima di iniziare una storia con lei. Nonostante abbia una figlia, non è sposata. Anche lei è attratta da Issei, al punto da proporgli di fare altri bambini con lei. Durante un secondo viaggio a Kyoto, Yasaka tenta di sedurlo e lo bacia in una vasca termale davanti a Kunou, ma viene interrotta dall'arrivo di Rias e Akeno prima di spingersi oltre.
Kunou
Figlia di Yasaka, è una bambina kitsune. Quando incontra Issei e gli altri a Kyoto, chiede il loro aiuto per salvare sua madre. Dopo essersi ricongiunta con lei, Kunou si prende una cotta per Issei e ha già deciso che lo aspetterà sempre. In seguito, sua madre le permette di andare a vivere a casa di Issei e di andare alle elementari della Kuoh Academy. Spera che, quando sarà diventata grande, Issei la prenderà in sposa. Quando anche sua madre rivelerà intenti amorosi nei confronti di Issei si ritroverà in una situazione assai confusionaria poiché vorrebbe tanto avere dei fratelli e sorelle, ma è combattuta perché Yasaka ha scelto di farli col ragazzo di cui è innamorata.

## High School DxD EX
High School DxD EX è una speciale light novel unica, ambientata 30 anni avanti nel futuro rispetto all'attuale linea temporale della Light Novel. In questa speciale storia assistiamo al ritorno indietro nel tempo di alcuni dei figli di Issei per poter impedire al dio malvagio Loki di alterare il corso della storia, evitando così che la nascita di uno dei loro fratelli venga cancellata, e costringerlo a salvare Asia, da lui posta in un coma che, lentamente, la sta conducendo alla morte. Scopriamo inoltre che nel futuro è in corso una guerra tra il nostro mondo (universo DxD) con degli invasori di una dimensione parallela (universo ExE), una razza di esseri bio-meccanici chiamati UL, alleati con Loki e altri Dei malevoli ribellati alle Tre Fazioni.
La storia è raccontata dal punto di vista di Azazel, che viene contattato dai figli di Issei per aiutarli nella missione. Egli è sollevato dal fatto che i ragazzi abbiano ereditato il coraggio del padre e la bellezza delle loro madri (infatti assomigliano principalmente alle ragazze). Nota inoltre che i suoi figli possiedono le ali di drago per volare e che, rispetto ai genitori, sono tutti molto più forti alla loro medesima età.
Nel futuro Issei (che ha assunto anche il nome Gremory) è molto impegnato col suo lavoro; si precipita da un luogo ad un altro, che si tratti di aiutare, fungere da scorta o garante per altri sistemi mitologici ecc. Proprio per questo non può passare molto tempo con i propri figli, che, a detta di Kurenai e Zen sembrano più legati a Vali e Kiba, specialmente i figli più giovani. Nonostante ciò tiene a loro e quando può cerca di passare più tempo possibile coi figli e le sue mogli, che si alternano per vederlo. In questa storia Issei non viaggia nel tempo perché impegnato ad affrontare gli scagnozzi di Loki e degli UL; lo fa alla fine per aiutare i figli durante la battaglia finale, accompagnato da sua figlia Ernestine. Dalle reazioni dei nemici capiamo che nel futuro Issei è molto temuto e rispettato dai nemici come degno “Drago Rosso Imperatore”, pur rimanendo sempre il “Drago Oppai” come afferma Azazel. Non viene mai mostrato col suo aspetto umano, ma solo in forma di drago gigante, che viene descritta dallo stesso Issei più adatta per gli attacchi di distruzione di massa.
Dai figli di Issei scopriamo che anche le loro madri sono molto impegnate col lavoro e passano poco tempo con i figli.
Rias ha ceduto la posizione di capo della casa della famiglia Gremory a suo nipote Milicas (che è diventato un Super Diavolo). Ora ha ampliato la sua gamma di attività in molti tipi diversi di settori.
Asia è la più amata tra tutti i figli di Issei poiché  non si arrabbia mai con loro ed è nota per essere la più gentile tra le loro madri.
Akeno è diventata più partecipativa con Grigori lavorando come dirigente. È anche venuta a parlare di Azazel con grande rispetto e ammirazione.
Xenovia è diventata preside di una scuola per studenti che mirano ad andare nelle università di prim'ordine dell’inferno. Poiché non è stata in grado di godersi la sua infanzia, vuole che i bambini si godano la loro giovinezza. Sembra che tenda a chiedere ai figli di Issei come procedono i loro studi.
Irina, a causa del suo lavoro in paradiso torna sempre a casa stanca e non fa altro che dormire.
Kiba è il maestro di spade e mentore dei bambini poiché è stato lui ad addestrarli nell’arte della spada. A causa dell'assenza di Issei, Kiba trascorre la maggior parte del tempo con i suoi figli, e quindi è visto come una seconda figura paterna per loro.
Con grande sorpresa di Azazel, anche Vali è legato ai figli di Issei, che li addestra con i loro poteri di drago, in particolare Ex. È diventato inoltre un archeologo ed è riuscito a rinvenire antiche reliquie, manufatti e rovine. Sembra aver scoperto di essere ossessionato dal ramen tanto quanto dalle battaglie.
Gasper è diventato un Super Diavolo dai poteri incommensurabili, è molto più coraggioso e non si veste più come una ragazza. Da Azazel è descritto come un bell’uomo dallo sguardo fiero e deciso, che non ha nulla a che vedere col vecchio Gasper. Ha ottenuto la capacità di viaggiare nel tempo e anche di poter vedere attraverso diverse linee temporali. Viaggia nel tempo insieme ai figli di Issei ed agisce come loro superiore. È temuto e rispettato dai ragazzi che lo considerano come uno zio.

### Personaggi
Ex Gremory (イクス・グレモリー?, Ikusu Guremori) è il figlio di Issei e Rias Gremory. Ha tra i quindici e i sedici anni. È descritto da Azazel come un giovane dai capelli cremisi e dal carattere un po’ adolescenziale. Dotato di un talento straordinario, uno dei più promettenti tra i suoi fratelli, tanto da poter senza difficoltà sconfiggere il Dio malvagio Loki, che ha molta paura di lui. È allievo di Vali e Kiba ed è lo spadaccino più potente del casato dei Gremory. Ha ereditato il potere della distruzione da sua madre ed è solito incanalarlo nella sua spada cremisi denominata Galatine III, una versione artificiale creata alchemicamente della Galatine. Possiede inoltre un Longinus artificiale denominato Boosted Gear Diabolos che gli permette di indossare un’armatura simile a quella di Issei (con l’aggiunta di 4 ali) tuttavia non è ancora in grado di usarlo al meglio. È un bravo ragazzo, ma in combattimento è molto meno compassionevole del padre e la sua forza gli ha già valso il soprannome di "deicida dalla spada cremisi", inoltre è testardo e avvolte anche spericolato quando qualcuno a cui tiene viene ferito(in questo assomiglia molto a Issei). Nonostante la sua spavalderia e il suo sembrare poco socievole e sempre serio, Ex teme sua sorella Airi quando si arrabbia e segue obbedientemente i suoi ordini. A differenza del padre, si imbarazza molto nel parlare del corpo delle donne. In realtà, come nota Azazel, Ex è pervertito quasi quanto Issei, solo che se ne vergogna molto, da qui il suo imbarazzo e la sua serietà. Ha un'ottima opinione di sua madre, mentre è l'unico ad avere una pessima opinione di Issei tra i suoi fratelli, infatti sembra più legato a Vali e Kiba. Nonostante ciò ammira il coraggio e la fama del padre e sembra nutrire un senso di inferiorità verso di lui. Ex, a differenza dei fratelli e delle sorelle, non accetta che Issei non trascorra del tempo con lui, non accettando che per il padre sia estremamente difficile liberarsi dai suoi tanti impegni. È legatissimo, come tutti gli altri fratelli e sorelle, ad Asia, che è la più gentile e amorevole tra le mogli di Issei e considerata da tutti loro una seconda mamma.
Kurenai Himejima (姫島 紅?, Himejima Kurenai) è il figlio di Issei e Akeno Himejima. Ha circa tra i diciassette e i diciotto anni ed è il primogenito di Issei, ciò lo rende il più anziano tra tutti i fratelli e sorelle. È descritto da Azazel come un ragazzo alto e snello dai capelli neri. Come i fratelli è dotato di un talento eccezionale, dispone dei poteri del fulmine e del clan Himejima ereditati dalla madre, inoltre è stato allievo di suo nonno Baraqiel. Può evocare una fenice rossa incorporea in grado di incenerire una foresta in un istante. È estremamente intelligente, infatti è il capo ricercatore dell'istituto Grigori, successore di Azazel, ed è stato lui a creare il Longinus artificiale del fratello. Molto tranquillo e saggio, non manca mai di scusarsi non appena i suoi fratelli combinano guai; è perfettamente consapevole che Issei non può trascorrere molto tempo con lui e i fratelli a causa dei suoi impegni. Azazel ha definito il suo lavoro straordinario poiché nemmeno lui è mai stato capace di creare un Longinus artificiale.
Airi Hyoudou (兵藤 愛理?, Hyōdō Airi) è la figlia di Issei e Asia Hyoudou (ha preso il cognome di Issei dopo il matrimonio). È la secondogenita di Issei, quindi la seconda più anziana tra i fratelli e le sorelle dopo Kurenai. A detta di Azazel, lei e Asia sono come due gocce d’acqua. Airi, insieme ad Ex, è la più talentuosa e potente tra i figli di Issei. A differenza della madre, Airi è specializzata nel combattimento corpo a corpo, nel quale è eccezionale (cosa di cui Azazel rimane scioccato). Airi è in grado di manipolare il Touki alla perfezione, infatti è stata addestrata da Sairaorg Bael. Airi è anche in grado di evocare uno dei Re Drago, Fafnir (già fedele a sua madre), senza offrire nulla in cambio e può, attraverso un Longinus artificiale denominato Gigantis Maiden Robe, trasformarlo in un'armatura che amplifica notevolmente la sua potenza. A detta di Azazel, il controllo di Airi sul potere di Fafnir è molto più stabile di quello che riusciva ad esercitare lui. Airi, sebbene sia molto gentile e buona come la madre, ha anche un lato più autoritario, infatti, quando impartisce degli ordini, tutti i fratelli le obbediscono senza discutere. È in grado di emanare un'aura tale da appesantire i corpi di chi la circonda a causa della sua potenza. Persino Ex, il fratello che più le si avvicina in potenza, la teme se si arrabbia. Airi tende anche a farsi prendere dalla battaglia e a ricorrere a più potenza del necessario, infatti, diversamente dalla madre, ama combattere. Airi venne chiamata così perché Issei, Asia e Rias volevano che fosse un simbolo d'amore, perciò presero una parte dei loro nomi e formarono il suo ('A' di Asia; 'i' di Issei; 'ri' di Rias). Ama molto sua madre e vuole salvarla ad ogni costo. Va molto orgogliosa del padre, infatti non vuole mostrarsi debole e ferita davanti a lui. Inoltre si è ispirata proprio a Issei per il suo modo di combattere. Porta un paio di guanti da lotta senza dita in battaglia.
Zen Quarta (漸・クァルタ?, Zen Kuaruta) è il figlio di Issei e Xenovia Quarta. Ha un anno in meno di Kurenai ed Airi e ha più o meno la stessa età di Shin ed Helmwige. Zen è allievo di Kiba e padroneggia una versione artificiale della Durandal, denominata Durandal IV. Zen combatte usando la precisione e la tecnica di Kiba unita alla devastante potenza offensiva di sua madre. Zen è in grado di caricare la sua spada di un'aura così vasta da superare le dimensioni di un drago. Dà grande importanza alla tecnica di uno spadaccino, infatti quando rivede sua madre le fa notare che usa la Durandal nel modo sbagliato, per poi stressarsi quando quest'ultima afferma che le basti solo la potenza.
Shin Shidou è il figlio di Issei e Irina Shidou. È coetaneo di Zen ed Helmwige. È descritto da Azazel come un giovane dai capelli castani. Ha sia i poteri di angelo di sua madre che i poteri di drago del padre, infatti possiede sia le ali di drago che quelle di angelo. Prolifico spadaccino e specialista nell'utilizzo della magia, allievo anche lui di Kiba. Utilizza due spade sacre in combattimento, la Kashuu Kiyomitsu e la Yamatonokami Yasusada, le spade del maestro di Kiba. È in grado di evocare migliaia di libri magici contenenti armi e potentissimi incantesimi. Porta sempre un crocifisso al collo e come Airi, sente il bisogno di aiutare gli altri.
Helmwige è la figlia di Issei e Rossweisse. Coetanea di Zen e Shin. È una specialista nella magia norrena e in battaglia usa un'armatura da valchiria, ma somigliante al Boosted Gear Scale Mail. Assomiglia molto a sua madre, infatti ha gli occhi azzurri e i capelli argentei ma a differenza sua li ha raccolti in una lunga treccia. Alla fine riesce a replicare l’incantesimo per liberare Asia dal coma.
Robertina Hyoudou è la figlia di Issei e Ravel Hyoudou (ha preso il cognome di Issei dopo il matrimonio). Coetanea di Ex, ha la stessa pettinatura della madre (solo che ha quattro grandi boccoli anziché due), dalla quale ha naturalmente ereditato l'immortalità del casato dei Phenex. È molto affezionata alla madre e anche al padre, infatti spesso rimprovera Ex per il suo astio verso Issei. Veste in modo elegante e come sua madre è molto educata, e sempre da lei ha ereditato del tutto il carattere.
Ernestine Karnstein è la figlia di Issei e della vampira Elmenhilde Karnstein. A detta di Azazel ha l’aspetto di una vampira dai capelli biondi e occhi rossi come la madre, inoltre sembra atteggiarsi a nobile ragazza  educata e umile. Non viaggia indietro nel tempo con i fratelli, lo fa in seguito per accompagnare suo padre. È allieva di Gasper, il quale la definisce la sua pupilla. Presumibilmente ha tutte le abilità di un vampiro, ed essendo una mezzo sangue non è affetta dalle debolezze di cui essi soffrono.
Shirayuki (白雪・しらゆき?) è la figlia di Issei e Shirone Toujou. Ha tra i 12 e i 13 anni, è nata lo stesso giorno di Kurobara e le due sembrano quasi gemelle pur non avendo la stessa madre. Inoltre lei e Kurobara sono sia sorelle che cugine, visto che le loro madri sono sorelle. Veste con un kimono bianco e, nonostante la giovanissima età, sa già manovrare il Touki e il potere delle fiamme purificanti di sua madre. Shirayuki, addetta di Azazel, come personalità somiglia a sua zia Kuroka.
Kurobara (黒茨・くろばら?) è la figlia di Issei e Kuroka Toujou. Ha tra i 12 e i 13 anni, è nata lo stesso giorno di Shirayuki e le due sembrano quasi gemelle pur non avendo la stessa madre. Inoltre lei e Shirayuki sono sia sorelle che cugine, visto che le loro madri sono sorelle. Veste con un kimono nero e, nonostante la giovanissima età, sa già manovrare il Touki e il potere delle fiamme purificanti. Kurobara, a detta di Azazel, come personalità somiglia a sua zia Shirone e quando la vede è sorpreso di sapere che anche Kuroka un giorno si innamorerà di Issei.
Mordred Hyoudou è il figlio di Issei e Le Fay Hyoudou (ha preso il cognome di Issei dopo il matrimonio). Malgrado sia in grado di impugnare la sacra spada della famiglia Pendragon, la Caliburn, ha preferito concentrarsi sulla magia, cosa che Robertina ha definito uno spreco di talento. Non appare nella storia perché stava occupando di coordinare il viaggio temporale dei suoi fratelli e sorelle.